# Österreich beim Eurovision Song Contest
Teilnehmende Rundfunkanstalt

Erste Teilnahme
1957
Anzahl der Teilnahmen
57 (Stand 2025)
Höchste Platzierung
1 (1966, 2014, 2025)
Höchste Punktzahl
436 (2025)
Niedrigste Punktzahl
0 (1962, 1988, 1991, 2015)
Punkteschnitt (seit erstem Beitrag)
44,88 (Stand 2019)
Punkteschnitt pro abstimmendem Land im 12-Punkte-System
1,75 (Stand 2019)
Dieser Artikel befasst sich mit der Geschichte Österreichs als Teilnehmer am Eurovision Song Contest.
Österreich nahm erstmals beim zweiten Bewerb im Jahr 1957 teil und trat seither in den meisten Jahren an. Insgesamt neunmal zwischen 1969 und 2009 verzichtete Österreich auf eine Teilnahme, zweimal war es nach den seinerzeitigen Regeln nicht qualifiziert. Somit trat Österreich bislang 57-mal zum Eurovision Song Contest an. Dreimal holte es dabei den Sieg: 1966, 2014 und 2025.

## Regelmäßigkeit der Teilnahme und Erfolge im Wettbewerb

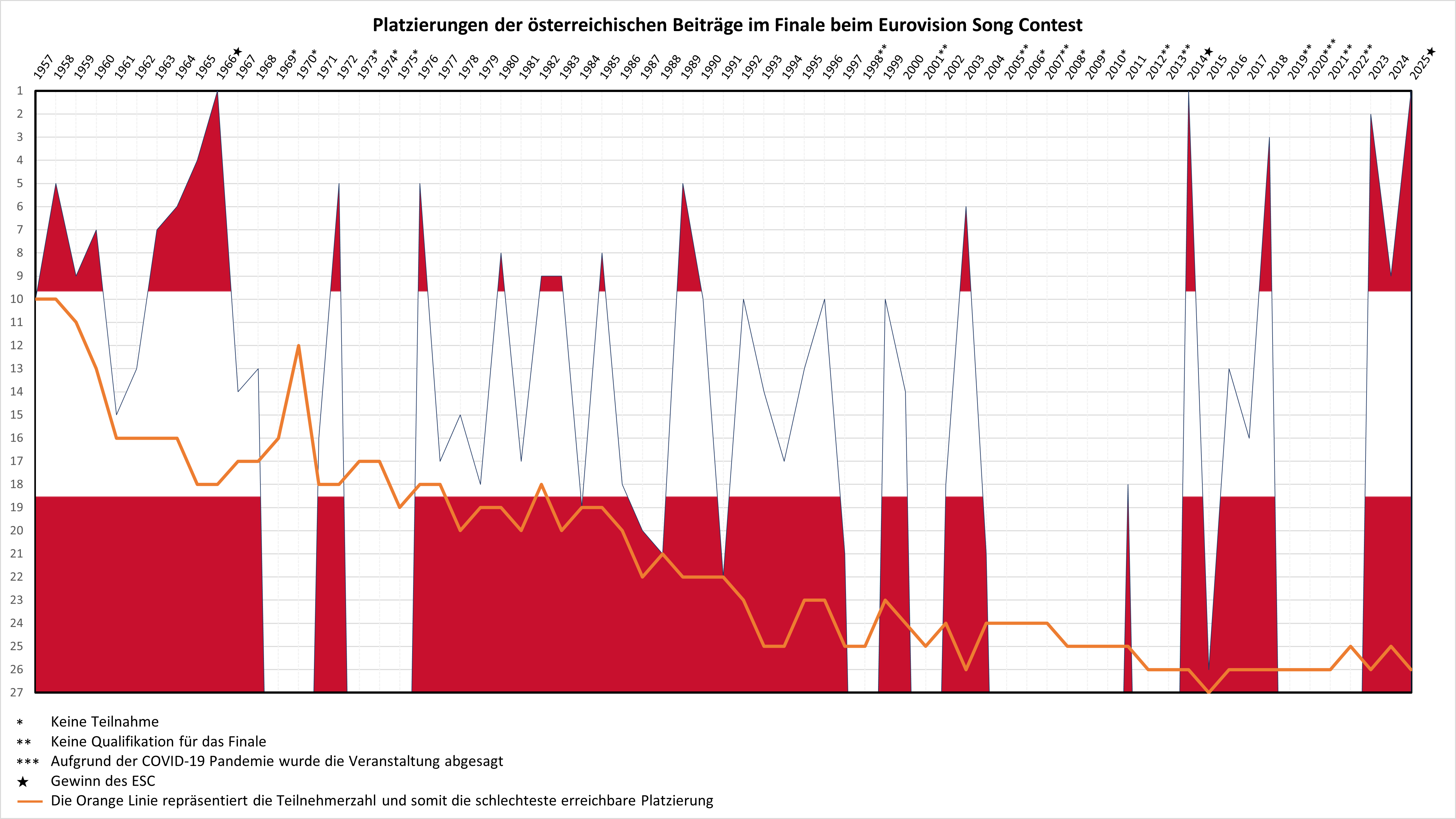
Platzierungen Österreichs im Finale (Stand 2025)

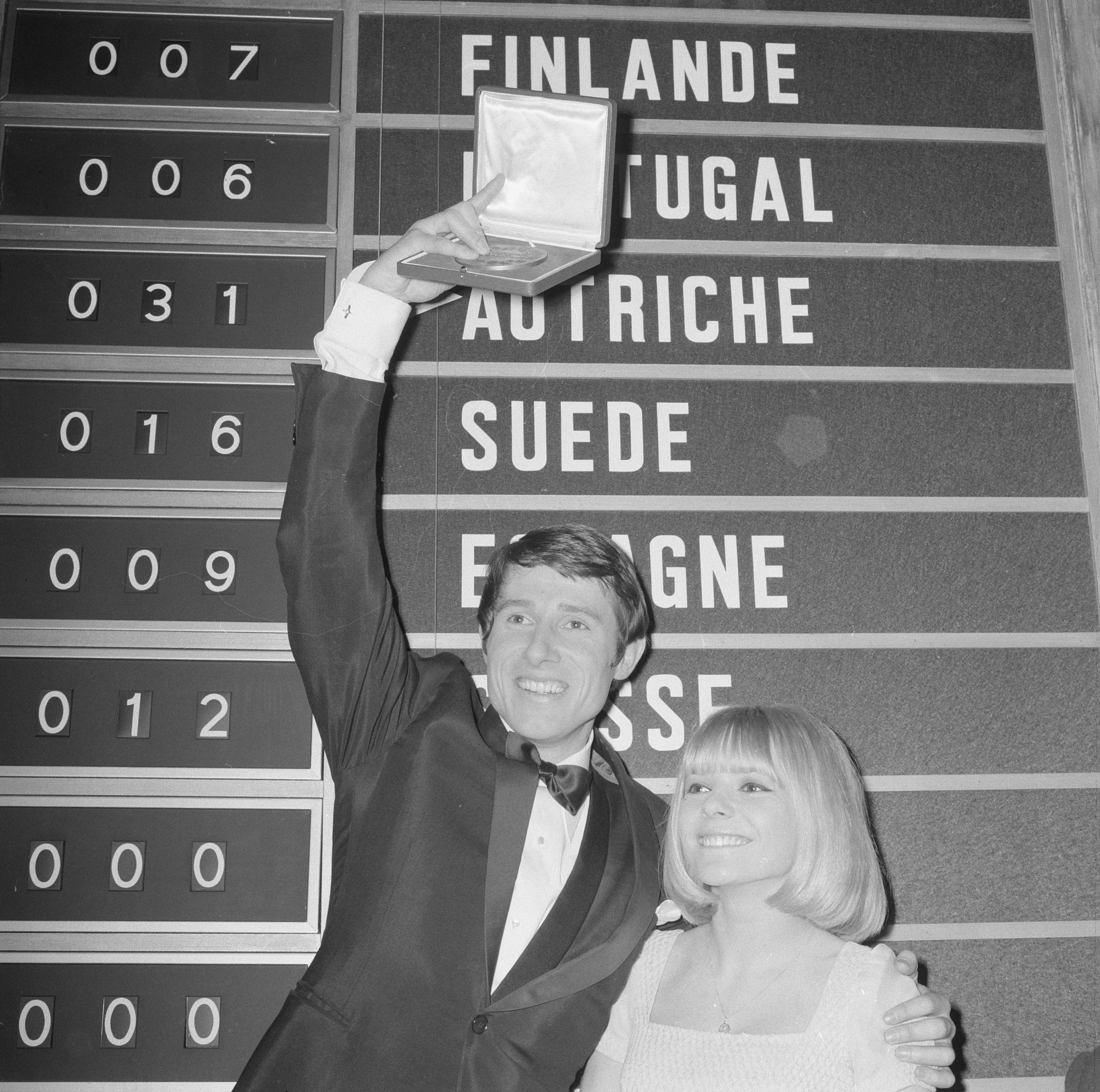
Udo Jürgens nach dem Sieg 1966

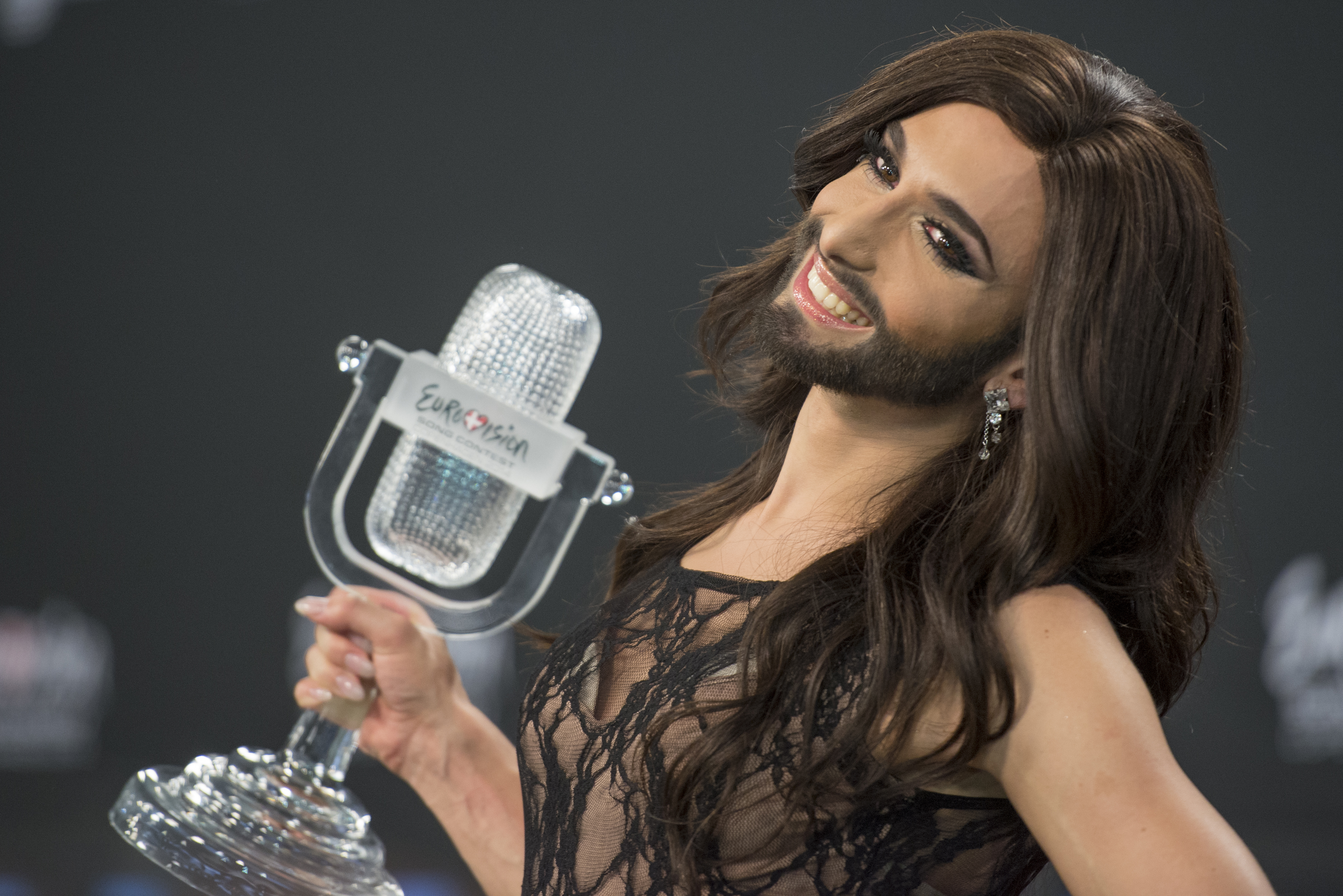
Conchita Wurst nach dem Sieg 2014

Österreich nahm erstmals beim zweiten Eurovision Song Contest 1957 in Frankfurt am Main teil, der damals noch Grand Prix Eurovision de la Chanson genannt wurde. Dort vertrat der Sänger Bob Martin das Land, landete aber mit seinem Lied Wohin, kleines Pony? auf dem letzten Platz mit drei Punkten. Österreich nahm fortan konstant teil, erreichte aber keine größeren Erfolge. Die einzigen Ergebnisse in der oberen Tabellenhälfte erreichte Liane Augustin 1958 mit Platz 5 von 10 und Carmela Corren 1963 mit Platz 7 von 16. 1961 und 1962 wurde nur der geteilte letzte Platz erreicht, 1962 mit null Punkten.
Eine deutliche Verbesserung der österreichischen Ergebnisse ergab sich dann durch die drei Teilnahmen von Udo Jürgens. 1964 erreichte er Platz 6 von 16, somit die bis dahin am eindeutigsten erzielte Platzierung in der oberen Tabellenhälfte. 1965 holte er mit Platz 4 auch absolut die bis dahin beste Platzierung. Vor allem aber holte er 1966 mit Merci, Chérie Österreichs ersten Sieg im Wettbewerb. 1967 fand der Wettbewerb somit erstmals in Österreich, namentlich in Wien statt.
Allerdings konnten Udo Jürgens’ Erfolge nicht fortgeführt werden und der Sänger Peter Horton erreichte nur Platz 14 von 17. Auch 1968 erreichte Karel Gott mit Platz 13 eine ähnliche Platzierung. 1969 in Madrid nahm Österreich erstmals seit seinem Debüt nicht am Wettbewerb teil. Offiziell begründete man dies mit Mangel an geeigneten Künstlern. Gerüchte nannten einen Protests Österreichs gegen das in Spanien regierende Franco-Regime als tatsächlichen Grund. Auch 1970 verzichtete Österreich auf die Teilnahme zusammen mit Finnland, Norwegen, Portugal und Schweden, nachdem in Spanien 1969 vier Länder als Sieger gekürt worden waren.
1971 kehrte Österreich zum Wettbewerb zurück, erreichte aber wieder keine gute Platzierung und landete lediglich auf dem drittletzten Platz. 1972 hingegen holte die Band Milestones Platz 5 und erreichte mit 100 Punkten Österreichs bis dahin höchste Punktzahl im Wettbewerb. Trotz dieses Erfolges verzichtete Österreich von 1973 bis 1975 aus Desinteresse auf eine Teilnahme. 1976 kehrte das Land zurück und konnte seine Platzierung von 1972 mit Platz 5 wiederholen. Danach erreichte Österreich stark unterschiedliche, aber meist schlechte Platzierungen. 1977 landete Österreich auf dem vorletzten Platz, 1978 Platz 15 von 20, und 1979 auf dem geteilten letzten Platz. 1980 erreichte Blue Danube Platz 8, 1981 gab es hingegen wieder nur Platz 17. 1982 und 1983 wurde jeweils Platz 9 belegt, worauf 1984 wieder ein letzter Platz folgte. Es war bis dahin mittlerweile schon das fünfte Mal, dass Österreich den letzten Platz im Wettbewerb holte. Auch ansonsten blieben die Erfolge bis 1988 überschaubar. 1985 wurde mit Platz 8 zwar eine gute Platzierung erreicht, allerdings wurde das Land 1986 und 1987 je nur Drittletzter. 1988 wurde erneut der letzte Platz erreicht, dieses Mal aber mit null Punkten.
Erst 1989 gab es wieder eine bessere Platzierung: Das von Thomas Forstner vorgetragene Nur ein Lied erreichte mit Platz 5 die beste Platzierung Österreichs seit 13 Jahren. 1990 erreichte das Land mit Platz 10 eine weitere Platzierung unter den besten Zehn. 1991 hingegen folgte ein weiterer letzter Platz, der bereits siebte letzte Platz in Österreichs Songcontest-Geschichte. 1992 vertrat der Sänger Tony Wegas das Land und holte mit Platz 10 eine gute Platzierung. Auch 1993 vertrat der Sänger das Land und landete mit Platz 14 im Mittelfeld. 1994 und 1995 erreichte Österreich Platzierungen im Mittelfeld mit Platz 17 und Platz 13. 1996 gab es erneut einen zehnten Platz, 1997 allerdings erreichte der österreichische Beitrag nur Platz 21. Durch die schlechte Platzierung durfte 1998 kein Beitrag eingereicht werden. 1999 durfte der ORF wieder einen Beitrag einreichen und holte einen weiteren zehnten Platz. Im Jahre 2000 wurde wieder eine Platzierung im Mittelfeld mit Platz 14 erreicht, worauf 2001 wieder kein Beitrag eingereicht werden durfte. 2002 durfte das Land dann wieder teilnehmen, holte mit Platz 18 aber auch keine gute Platzierung. 2003 hingegen schickte Österreich Alf Poier mit dem Lied Weil der Mensch zählt und holte damit Platz 6, was Österreichs bestes Ergebnis seit 12 Jahren war. Mit 101 Punkten toppte Poier sogar die Höchstpunktzahl der Band Milestones aus dem Jahre 1972. Allerdings endete der Erfolg 2004 wieder als die Band Tie Break nur Platz 21 erreichte. Durch die schlechte Vorjahresplatzierung musste das Land 2005 erstmals bei dem im Vorjahr eingeführten Halbfinale teilnehmen. Die Band Global Kryner erreichte mit dem Lied Y así aber nur Platz 21 von 25 im Halbfinale und verpasste damit deutlich den Finaleinzug. 2006 zog sich Österreich vom Wettbewerb zurück. Wegen schlechter Erfolgschancen und aus Kritik an der musikalischen Qualität wurde auf eine Teilnahme verzichtet. Der damalige Programmdirektor des ORF Reinhard Scolik sagte dazu: „Mittlerweile ist diese Veranstaltung […] zu einem Skurrilitäten-Wettbewerb geworden, der für die heimische Musikszene völlig irrelevant ist.“ Trotzdem nahm das Land ein Jahr später wieder teil, allerdings erreichte der Sänger Eric Papilaya nur den vorletzten Platz im Halbfinale und Österreich schied somit erneut deutlich aus. 2008 reichte Österreich wieder keinen Beitrag ein. Als Grund wurden ungleiche Chancen der west- und osteuropäischen Länder angegeben. Im September 2008 wurde bekannt, dass Österreich auch 2009 aus diesen Gründen auf eine Teilnahme verzichten werde. Auch 2010 wurde die Teilnahme abgesagt, da aus Sicht des ORF-Programmdirektors Wolfgang Lorenz die Gewinnchancen durch die neuen Regeln „ruiniert worden“ seien, zudem war dem ORF eine Teilnahme zu teuer. 2011 kehrte Österreich nach einer dreijährigen Pause zum Wettbewerb zurück und hatte ab dann seine bisher erfolgreichste Phase im Wettbewerb.
So wurde 2011 erstmals seit 2005 wieder eine Vorentscheidung veranstaltet. Diese gewann am Ende Nadine Beiler mit ihrem Lied The Secret is Love. Beiler erreichte im Halbfinale in Düsseldorf Platz 7 und brachte Österreich damit erstmals über ein Halbfinale in ein Finale. Es war außerdem Österreichs erste Finalteilnahme seit sieben Jahren. Im Finale landete Beiler mit Platz 18 im Mittelfeld. 2012 und 2013 verpasste Österreich wieder deutlich das Finale, denn 2012 erreichten das Duo Trackshittaz nur den letzten Platz im Halbfinale, während die Sängerin Natália Kelly nur den drittletzten Platz im Halbfinale holte. Trotz dieser zwei weniger erfolgreichen Jahre nahm Österreich auch 2014 am Songcontest teil. Dort entschied der ORF, eine interne Auswahl durchzuführen und wählte Conchita Wurst aus. Ihr Lied Rise Like a Phoenix konnte sich erfolgreich für das Finale qualifizieren, womit das Land erstmals seit drei Jahren am Finale teilnahm. Dort kam dann der große Erfolg: Conchita Wurst gewann den Wettbewerb in Kopenhagen und holte somit Österreichs ersten Sieg seit 48 Jahren. Mit 290 Punkten holte sie außerdem eine neue Höchstpunktzahl für das Land. Dementsprechend fand der Wettbewerb 2015 erstmals seit 1967 wieder in Österreich statt, erneut in Wien. Wie aber 1967, war das Land als Gastgeber wieder wenig erfolgreich. So erhielt die Band The Makemakes keinen Punkt und landete mit Deutschland auf den letzten Platz. Durch die bessere Startnummer ist Österreich allerdings als vorletzter Platz gekennzeichnet. Es war außerdem das erste und bisher einzige Mal, dass der Beitrag vom Gastgeber keinen Punkt erhielt. 2016 sollte dann die Sängerin Zoë wieder ein besseres Ergebnis erreichen und qualifizierte sich erfolgreich für das Finale. Mit Platz 13 holte sie eine Platzierung im oberen Mittelfeld. Auch 2017 gelang es dem Sänger Nathan Trent das Finale zu erreichen, wo er Platz 16 erreichte. 2018 vertrat dann der Sänger Cesár Sampson mit dem Lied Nobody But You Österreich. Auch er brachte Österreich ins Finale, womit Österreich insgesamt fünf Mal in Folge am Finale teilnahm. Zuletzt nahm Österreich Mitte der 1990er so oft in Folge am Finale teil. Sampson gewann am Ende in Lissabon das Jury-Voting und erreichte in Kombination mit dem Televoting den dritten Platz und somit das drittbeste Ergebnis Österreichs im Wettbewerb. Mit 342 Punkten holte Sampson außerdem eine neue Höchstpunktzahl für Österreich. Innerhalb von vier Jahren holte Österreich also, mit Ausnahme Udo Jürgens 1966, seine größten Erfolge im Wettbewerb. 2019 endete allerdings diese erfolgreiche Zeit.
So verpasste die Sängerin PÆNDA das Finale, da sie nur den vorletzten Platz im Halbfinale belegte. Es war damit das erste Mal seit 2013, dass sich Österreich nicht für das Finale qualifizierte. Nach der Absage des Eurovision Song Contest 2020 aufgrund der COVID-19-Pandemie, konnte sich Österreich auch in den Jahren 2021 mit Vincent Bueno (Platz 12 im HF) und 2022 mit LUM!X ft. Pia Maria (Platz 15 im HF) nicht fürs Finale qualifizieren.
2023 erreichte das Duo Teya & Salena mit Who The Hell Is Edgar? den 2. Platz im Halbfinale und qualifizierte Österreich damit zum ersten Mal seit 2018 für das Finale. Die beiden eröffneten das Finale mit Startnummer 1 und erreichten schließlich mit Platz 15 das Mittelfeld. Auch 2024 gelang es Kaleen, sich mit We Will Rave für das Finale zu qualifizieren, wo Österreich mit der letzten Startnummer in das Finale ging. Am Ende belegte We Will Rave den 24. und damit den vorletzten Platz. 2025 konnte JJ dann den dritten Sieg für Österreich holen und erreichte mit 436 Punkten eine neue Höchstpunktzahl.
Österreich erzielte somit drei Siege (1966, 2014 und 2025) und einen dritten Platz (2018). Insgesamt landeten 21 von 57 österreichischen Beiträgen in der oberen Tabellenhälfte des Finales, 1960 genau in der Mitte der Tabelle (7/13). Dazu kommen drei Jahre (2011, 2017, 2023), in denen bei Einrechnung der im Halbfinale ausgeschiedenen Österreich besser als mehr als die Hälfte der antretenden Nationen abschied. Achtmal landete Österreich im Finale auf dem letzten Platz und belegt in der Liste der häufigsten letzten Plätzen Platz 4 zusammen mit der Schweiz. Lediglich Norwegen (12 Mal), Finnland (11 Mal) und Deutschland (9 Mal) sind im Finale öfters auf dem letzten Platz gelandet. Darüber hinaus erreichte Österreich bisher vier Mal im Wettbewerb null Punkte und somit mit Norwegen und der Schweiz zusammen am häufigsten keinen Punkt. Sieben Mal verpasste Österreich die Finalteilnahme, einmal davon mit dem letzten Platz im Halbfinale. Damit zählt Österreich zu den durchschnittlich erfolgreichen Ländern beim Wettbewerb.

## Liste der Beiträge
Farblegende:
– 1. Platz. 
– 2. Platz. 
– 3. Platz. 
– letzter Platz oder Punktegleichheit mit diesem
– ausgeschieden im Halbfinale/in der Qualifikation.
– keine Teilnahme/nicht qualifiziert.
– Absage des Eurovision Song Contests.
| Jahr           | Interpret                | Titel Musik (M) und Text (T)                                                                                   | Sprache                  | Übersetzung                       | Finale                                           | Finale                                           | Halbfinale/ Qualifikationsrunde                  | Halbfinale/ Qualifikationsrunde                  | Nationaler Vorentscheid                |
| Jahr           | Interpret                | Titel Musik (M) und Text (T)                                                                                   | Sprache                  | Übersetzung                       | Platz                                            | Punkte                                           | Platz                                            | Punkte                                           | Nationaler Vorentscheid                |
| -------------- | ------------------------ | --- | ------------------------ | --------------------------------- | ------------------------------------------------ | ------------------------------------------------ | ------------------------------------------------ | ------------------------------------------------ | -------------------------------------- |
| 1957           | Bob Martin               | Wohin, kleines Pony? M: Kurt Svab; T: Kurt Svab, Hans Werner                                                   | Deutsch                  | –                                 | 10 / 10                                          | 3                                                | Kein Halbfinale stattgefunden                    | Kein Halbfinale stattgefunden                    | Chansons aus Österreich                |
| 1958           | Liane Augustin           | Die ganze Welt braucht Liebe M/T: Günther Leopold, Kurt Werner                                                 | Deutsch                  | –                                 | 5 / 10                                           | 8                                                | Kein Halbfinale stattgefunden                    | Kein Halbfinale stattgefunden                    | interne Auswahl                        |
| 1959           | Ferry Graf               | Der k. u. k. Kalypso aus Wien M: Norbert Pawlicki; T: Günther Leopold                                          | Deutsch                  | –                                 | 9 / 11                                           | 4                                                | Kein Halbfinale stattgefunden                    | Kein Halbfinale stattgefunden                    | interne Auswahl                        |
| 1960           | Harry Winter             | Du hast mich so fasziniert M: Robert Stolz; T: Robert Gilbert                                                  | Deutsch                  | –                                 | 7 / 13                                           | 6                                                | Kein Halbfinale stattgefunden                    | Kein Halbfinale stattgefunden                    | interne Auswahl                        |
| 1961           | Jimmy Makulis            | Sehnsucht M/T: Leopold Andrejewitsch                                                                           | Deutsch                  | –                                 | 15 / 16                                          | 1                                                | Kein Halbfinale stattgefunden                    | Kein Halbfinale stattgefunden                    | interne Auswahl                        |
| 1962           | Eleonore Schwarz         | Nur in der Wiener Luft M/T: Bruno Uher                                                                         | Deutsch                  | –                                 | 13 / 16                                          | 0                                                | Kein Halbfinale stattgefunden                    | Kein Halbfinale stattgefunden                    | Der bunte Schirm                       |
| 1963           | Carmela Corren           | Vielleicht geschieht ein Wunder M: Erwin Halletz; T: Peter Wehle                                               | Deutsch, Englisch        | –                                 | 7 / 16                                           | 16                                               | Kein Halbfinale stattgefunden                    | Kein Halbfinale stattgefunden                    | interne Auswahl                        |
| 1964           | Udo Jürgens              | Warum nur, warum? M/T: Udo Jürgens                                                                             | Deutsch                  | –                                 | 6 / 16                                           | 11                                               | Kein Halbfinale stattgefunden                    | Kein Halbfinale stattgefunden                    | interne Auswahl                        |
| 1965           | Udo Jürgens              | Sag ihr, ich laß sie grüßen M: Udo Jürgens; T: Frank Bohlen                                                    | Deutsch                  | –                                 | 4 / 18                                           | 16                                               | Kein Halbfinale stattgefunden                    | Kein Halbfinale stattgefunden                    | interne Auswahl                        |
| 1966           | Udo Jürgens              | Merci, Chérie M: Udo Jürgens; T: Udo Jürgens, Thomas Hörbiger                                                  | Deutsch a                | Danke, Schatz                     | 1 / 18                                           | 31                                               | Kein Halbfinale stattgefunden                    | Kein Halbfinale stattgefunden                    | interne Auswahl                        |
| 1967           | Peter Horton             | Warum es hunderttausend Sterne gibt M: Kurt Peche; T: Karin Bognar                                             | Deutsch                  | –                                 | 14 / 17                                          | 2                                                | Kein Halbfinale stattgefunden                    | Kein Halbfinale stattgefunden                    | interne Auswahl                        |
| 1968           | Karel Gott               | Tausend Fenster M: Udo Jürgens; T: Walter Brandin                                                              | Deutsch                  | –                                 | 13 / 17                                          | 2                                                | Kein Halbfinale stattgefunden                    | Kein Halbfinale stattgefunden                    | interne Auswahl                        |
| 1969 1970      | Auf Teilnahme verzichtet | Auf Teilnahme verzichtet                                                                                       | Auf Teilnahme verzichtet | Auf Teilnahme verzichtet          | Auf Teilnahme verzichtet                         | Auf Teilnahme verzichtet                         | Auf Teilnahme verzichtet                         | Auf Teilnahme verzichtet                         | Auf Teilnahme verzichtet               |
| 1971           | Marianne Mendt           | Musik M/T: Richard Schönherz, Manuel Rigoni                                                                    | Wienerisch               | –                                 | 16 / 18                                          | 66                                               | Kein Halbfinale stattgefunden                    | Kein Halbfinale stattgefunden                    | interne Auswahl                        |
| 1972           | Milestones               | Falter im Wind M: Richard Schönherz, Manuel Rigoni; T: Heinz Rudolf Unger                                      | Deutsch                  | –                                 | 5 / 18                                           | 100                                              | Kein Halbfinale stattgefunden                    | Kein Halbfinale stattgefunden                    | interne Auswahl                        |
| 1973 1974 1975 | Auf Teilnahme verzichtet | Auf Teilnahme verzichtet                                                                                       | Auf Teilnahme verzichtet | Auf Teilnahme verzichtet          | Auf Teilnahme verzichtet                         | Auf Teilnahme verzichtet                         | Auf Teilnahme verzichtet                         | Auf Teilnahme verzichtet                         | Auf Teilnahme verzichtet               |
| 1976           | Waterloo & Robinson      | My Little World M/T: Gerhard Heinz                                                                             | Englisch                 | Meine kleine Welt                 | 5 / 18                                           | 80                                               | Kein Halbfinale stattgefunden                    | Kein Halbfinale stattgefunden                    | interne Auswahl                        |
| 1977           | Schmetterlinge           | Boom Boom Boomerang M: Schuri Herrnstadt, Herbert Zöchling-Tampier, Willi Resetarits; T: Lukas Resetarits      | Deutsch b                | –                                 | 17 / 18                                          | 11                                               | Kein Halbfinale stattgefunden                    | Kein Halbfinale stattgefunden                    | interne Auswahl                        |
| 1978           | Springtime               | Mrs. Caroline Robinson M: Walter Markel, Gerhard Markel; T: Norbert Niedermayer, Gerhard Markel, Walter Markel | Deutsch                  | –                                 | 15 / 20                                          | 14                                               | Kein Halbfinale stattgefunden                    | Kein Halbfinale stattgefunden                    | interne Auswahl                        |
| 1979           | Christina Simon          | Heute in Jerusalem M: Peter Wolf; T: André Heller                                                              | Deutsch                  | –                                 | 18 / 19                                          | 5                                                | Kein Halbfinale stattgefunden                    | Kein Halbfinale stattgefunden                    | interne Auswahl                        |
| 1980           | Blue Danube              | Du bist Musik M/T: Klaus-Peter Sattler                                                                         | Deutsch                  | –                                 | 8 / 19                                           | 64                                               | Kein Halbfinale stattgefunden                    | Kein Halbfinale stattgefunden                    | interne Auswahl                        |
| 1981           | Marty Brem               | Wenn du da bist M/T: Werner Böhmler                                                                            | Deutsch                  | –                                 | 17 / 20                                          | 20                                               | Kein Halbfinale stattgefunden                    | Kein Halbfinale stattgefunden                    | Nationaler Vorentscheid                |
| 1982           | Mess                     | Sonntag M: Michael Mell; T: Rudolf Leve                                                                        | Deutsch                  | –                                 | 9 / 18                                           | 57                                               | Kein Halbfinale stattgefunden                    | Kein Halbfinale stattgefunden                    | Nationaler Vorentscheid                |
| 1983           | Westend                  | Hurricane M: Peter Vieweger; T: Heli Deinboek, Heinz Nessizius                                                 | Deutsch                  | –                                 | 9 / 20                                           | 53                                               | Kein Halbfinale stattgefunden                    | Kein Halbfinale stattgefunden                    | Nationaler Vorentscheid                |
| 1984           | Anita                    | Einfach weg M: Brigitte Seuberth; T: Walter Müller                                                             | Deutsch                  | –                                 | 19 / 19                                          | 5                                                | Kein Halbfinale stattgefunden                    | Kein Halbfinale stattgefunden                    | Nationaler Vorentscheid                |
| 1985           | Gary Lux                 | Kinder dieser Welt M: Mick Jackson, Geoff Bastow; T: Michael Kunze                                             | Deutsch                  | –                                 | 8 / 19                                           | 60                                               | Kein Halbfinale stattgefunden                    | Kein Halbfinale stattgefunden                    | interne Auswahl                        |
| 1986           | Timna Brauer             | Die Zeit ist einsam M: Peter Janda; T: Peter Cornelius                                                         | Deutsch                  | –                                 | 18 / 20                                          | 12                                               | Kein Halbfinale stattgefunden                    | Kein Halbfinale stattgefunden                    | interne Auswahl                        |
| 1987           | Gary Lux                 | Nur noch Gefühl M: Kenneth Westmore; T: Stefanie Werger                                                        | Deutsch                  | –                                 | 20 / 22                                          | 8                                                | Kein Halbfinale stattgefunden                    | Kein Halbfinale stattgefunden                    | interne Auswahl                        |
| 1988           | Wilfried                 | Lisa, Mona Lisa M/T: Klaus Kofler, Ronnie Herboltzheimer, Wilfried Scheutz                                     | Deutsch                  | –                                 | 21 / 21                                          | 0                                                | Kein Halbfinale stattgefunden                    | Kein Halbfinale stattgefunden                    | interne Auswahl                        |
| 1989           | Thomas Forstner          | Nur ein Lied M: Dieter Bohlen; T: Joachim Horn-Bernges                                                         | Deutsch                  | –                                 | 5 / 22                                           | 97                                               | Kein Halbfinale stattgefunden                    | Kein Halbfinale stattgefunden                    | interne Auswahl                        |
| 1990           | Simone                   | Keine Mauern mehr M: Marc Berry, Nanna Berry; T: Mario Botazzi                                                 | Deutsch                  | –                                 | 10 / 22                                          | 58                                               | Kein Halbfinale stattgefunden                    | Kein Halbfinale stattgefunden                    | Ein Lied für Zagreb                    |
| 1991           | Thomas Forstner          | Venedig im Regen M/T: Robby Musenbichler, Hubert Moser, Wolfgang Eltner                                        | Deutsch                  | –                                 | 22 / 22                                          | 0                                                | Kein Halbfinale stattgefunden                    | Kein Halbfinale stattgefunden                    | Ein Lied für Rom                       |
| 1992           | Tony Wegas               | Zusammen geh’n M: Dieter Bohlen; T: Joachim Horn-Bernges                                                       | Deutsch                  | –                                 | 10 / 23                                          | 63                                               | Kein Halbfinale stattgefunden                    | Kein Halbfinale stattgefunden                    | interne Auswahl                        |
| 1993           | Tony Wegas               | Maria Magdalena M: Christian Kolonovits, Johann Bertl; T: Thomas Spitzer                                       | Deutsch                  | –                                 | 14 / 25                                          | 32                                               | Kein Halbfinale stattgefunden                    | Kein Halbfinale stattgefunden                    | Ein Lied für Millstreet                |
| 1994           | Petra Frey               | Für den Frieden der Welt M: Alfons Weindorf; T: Karl und Johann Brunner                                        | Deutsch                  | –                                 | 17 / 25                                          | 19                                               | Direkt für das Finale qualifiziert               | Direkt für das Finale qualifiziert               | Ein Lied für Dublin                    |
| 1995           | Stella Jones             | Die Welt dreht sich verkehrt M/T: Mischa Krausz                                                                | Deutsch                  | –                                 | 13 / 23                                          | 67                                               | Direkt für das Finale qualifiziert               | Direkt für das Finale qualifiziert               | interne Auswahl                        |
| 1996           | George Nussbaumer        | Weil’s dr guat got M/T: Mischa Krausz, George Nussbaumer                                                       | Vorarlbergerisch         | Weil es dir gut geht              | 10 / 23                                          | 68                                               | 6 / 29                                           | 80                                               | interne Auswahl                        |
| 1997           | Bettina Soriat           | One Step M: Marc Berry; T: Marc Berry, Martina Siber                                                           | Deutsch c                | Ein Schritt                       | 21 / 25                                          | 12                                               | Direkt für das Finale qualifiziert               | Direkt für das Finale qualifiziert               | interne Auswahl                        |
| 1998           | Nicht qualifiziert       | Nicht qualifiziert                                                                                             | Nicht qualifiziert       | Nicht qualifiziert                | Nicht qualifiziert                               | Nicht qualifiziert                               | Nicht qualifiziert                               | Nicht qualifiziert                               | Nicht qualifiziert                     |
| 1999           | Bobbie Singer            | Reflection M/T: Dave Moskin                                                                                    | Englisch                 | Spiegelung                        | 10 / 23                                          | 65                                               | Direkt für das Finale qualifiziert               | Direkt für das Finale qualifiziert               | interne Auswahl                        |
| 2000           | The Rounder Girls        | All to You M/T: Dave Moskin                                                                                    | Englisch                 | Alles zu dir                      | 14 / 24                                          | 34                                               | Direkt für das Finale qualifiziert               | Direkt für das Finale qualifiziert               | interne Auswahl                        |
| 2001           | Nicht qualifiziert       | Nicht qualifiziert                                                                                             | Nicht qualifiziert       | Nicht qualifiziert                | Nicht qualifiziert                               | Nicht qualifiziert                               | Nicht qualifiziert                               | Nicht qualifiziert                               | Nicht qualifiziert                     |
| 2002           | Manuel Ortega            | Say a Word M: Alexander Kahr; T: Robert Pfluger                                                                | Englisch                 | Sag’ ein Wort                     | 18 / 24                                          | 24                                               | Direkt für das Finale qualifiziert               | Direkt für das Finale qualifiziert               | Song.null.zwei                         |
| 2003           | Alf Poier                | Weil der Mensch zählt M/T: Alf Poier                                                                           | Steirisch                | –                                 | 6 / 26                                           | 101                                              | Direkt für das Finale qualifiziert               | Direkt für das Finale qualifiziert               | Song.null.drei                         |
| 2004           | Tie Break                | Du bist M/T: Peter Zimmermann                                                                                  | Deutsch                  | –                                 | 21 / 24                                          | 9                                                | Direkt für das Finale qualifiziert               | Direkt für das Finale qualifiziert               | Song.null.vier                         |
| 2005           | Global Kryner            | Y así M: Edi Köhldorfer; T: Christof Spörk                                                                     | Englisch, Spanisch       | Und so                            | Ausgeschieden                                    | Ausgeschieden                                    | 21 / 25                                          | 30                                               | Song.null.fünf                         |
| 2006           | Auf Teilnahme verzichtet | Auf Teilnahme verzichtet                                                                                       | Auf Teilnahme verzichtet | Auf Teilnahme verzichtet          | Auf Teilnahme verzichtet                         | Auf Teilnahme verzichtet                         | Auf Teilnahme verzichtet                         | Auf Teilnahme verzichtet                         | Auf Teilnahme verzichtet               |
| 2007           | Eric Papilaya            | Get a Life – Get Alive M: Greg Usek; T: Austin Howard                                                          | Englisch                 | Beginn’ zu leben – werde lebendig | Ausgeschieden                                    | Ausgeschieden                                    | 27 / 28                                          | 4                                                | interne Auswahl                        |
| 2008 2009 2010 | Auf Teilnahme verzichtet | Auf Teilnahme verzichtet                                                                                       | Auf Teilnahme verzichtet | Auf Teilnahme verzichtet          | Auf Teilnahme verzichtet                         | Auf Teilnahme verzichtet                         | Auf Teilnahme verzichtet                         | Auf Teilnahme verzichtet                         | Auf Teilnahme verzichtet               |
| 2011           | Nadine Beiler            | The Secret Is Love M/T: Nadine Beiler, Thomas Rabitsch                                                         | Englisch                 | Das Geheimnis ist Liebe           | 18 / 25                                          | 64                                               | 7 / 19                                           | 69                                               | Guten Morgen Düsseldorf                |
| 2012           | Trackshittaz             | Woki mit deim Popo M/T: Lukas Plöchl, Manuel Hoffelner                                                         | Österreichisches Deutsch | Wackle mit deinem Popo            | Ausgeschieden                                    | Ausgeschieden                                    | 18 / 18                                          | 8                                                | Österreich rockt den Song Contest 2012 |
| 2013           | Natália Kelly            | Shine M/T: Andreas Grass, Nikola Paryla, Natália Kelly, Alexander Kahr                                         | Englisch                 | Leuchten                          | Ausgeschieden                                    | Ausgeschieden                                    | 14 / 16                                          | 27                                               | Österreich rockt den Song Contest 2013 |
| 2014           | Conchita Wurst           | Rise Like a Phoenix M/T: Charly Mason, Joey Patulka, Ali Zuckowski, Julian Maas                                | Englisch                 | Auferstehen wie ein Phönix        | 1 / 26                                           | 290                                              | 1 / 15                                           | 169                                              | interne Auswahl                        |
| 2015           | The Makemakes            | I Am Yours M/T: Jimmy Harry, Dominic Muhrer, Markus Christ, Florian Meindl                                     | Englisch                 | Ich gehöre dir                    | 26 / 27                                          | 0                                                | Direkt für das Finale qualifiziert               | Direkt für das Finale qualifiziert               | Wer singt für Österreich? 2015         |
| 2016           | Zoë                      | Loin d’ici M/T: Christof Straub, Zoë Straub                                                                    | Französisch              | Weit weg von hier                 | 13 / 26                                          | 151                                              | 7 / 18                                           | 170                                              | Wer singt für Österreich? 2016         |
| 2017           | Nathan Trent             | Running on Air M/T: Bernhard Penzias, Nathan Trent                                                             | Englisch                 | Auf Luft laufen                   | 16 / 26                                          | 93                                               | 7 / 18                                           | 147                                              | interne Auswahl                        |
| 2018           | Cesár Sampson            | Nobody But You M/T: Cesár Sampson, Sebastian Arman, Joacim Persson, Johan Alkenäs, Borislaw Milanow            | Englisch                 | Niemand außer dir                 | 3 / 26                                           | 342                                              | 4 / 19                                           | 231                                              | interne Auswahl                        |
| 2019           | PÆNDA                    | Limits M/T: Gabriela Horn                                                                                      | Englisch                 | Grenzen                           | Ausgeschieden                                    | Ausgeschieden                                    | 17 / 18                                          | 21                                               | interne Auswahl                        |
| 2020           | Vincent Bueno            | Alive M: Vincent Bueno, David Yang, Felix van Göns, Artur Aigner; T: Vincent Bueno                             | Englisch                 | Lebendig                          | Absage wegen der COVID-19-Pandemie durch die EBU | Absage wegen der COVID-19-Pandemie durch die EBU | Absage wegen der COVID-19-Pandemie durch die EBU | Absage wegen der COVID-19-Pandemie durch die EBU | interne Auswahl                        |
| 2021           | Vincent Bueno            | Amen M/T: Jonas Thander, Pele Loriano, Ashley Hicklin                                                          | Englisch                 | –                                 | Ausgeschieden                                    | Ausgeschieden                                    | 12 / 17                                          | 66                                               | interne Auswahl                        |
| 2022           | LUM!X feat. Pia Maria    | Halo M/T: Luca Michlmayr, Gabry Ponte, Anders Nilsen, Rasmus Flyckt, Sophie Alexandra Tweed-Simmons            | Englisch                 | Heiligenschein                    | Ausgeschieden                                    | Ausgeschieden                                    | 15 / 17                                          | 42                                               | interne Auswahl                        |
| 2023           | Teya & Salena            | Who the Hell Is Edgar? M/T: Pele Loriano, Ronald Janeček, Teodora Špirić, Selina-Maria Edbauer                 | Englisch d               | Wer zur Hölle ist Edgar?          | 15 / 26                                          | 120                                              | 2 / 16                                           | 137                                              | interne Auswahl                        |
| 2024           | Kaleen                   | We Will Rave M/T: Anderz Wrethov, Jimmy Thörnfeldt, Julie Aagaard, Thomas Stengaard                            | Englisch                 | Wir werden raven                  | 24 / 25                                          | 24                                               | 9 / 16                                           | 46                                               | interne Auswahl                        |
| 2025           | JJ                       | Wasted Love M/T: Johannes Pietsch, Teodora Špirić, Thomas Turner                                               | Englisch                 | Verschwendete Liebe               | 1 / 26                                           | 436                                              | 5 / 16                                           | 104                                              | interne Auswahl                        |
| 2026           |                          | |                          |                                   |                                                  |                                                  |                                                  |                                                  | Nationale Vorentscheidung              |

## Nationale Vorentscheide
In den meisten Jahren wurden die österreichischen Beiträge intern ausgewählt: 1958 bis 1961, 1963 bis 1980, 1985 bis 1989, 1992, 1995 bis 2000, 2007, 2014 sowie seit 2017. In den anderen Jahren wurden nationale Vorentscheide im Fernsehen ausgetragen, wobei sich der ORF verschiedener Auswahlverfahren bediente:

### 1957
Der erste nationale Vorentscheid fand 1957 unter dem Titel Chansons aus Österreich im Wiener Stadttheater statt. Eine Jury sowie das Saalpublik bestimmten aus 10 Beiträgen den Sieger.

### 1962
1962 fand der Vorentscheid im Rahmen der Unterhaltungssendung Der bunte Schirm statt. Eine Jury wählte aus 5 Beiträge den Sieger, es gewann Eleonore Schwarz vor Erni Bieler.

### 1981
1981 fiel der nationale Vorentscheid erneut relativ klein aus: Marty Brem stellte alle drei Lieder vor, bevor die Zuschauer per Postkarte für ihren Favoriten abstimmen konnten.

### 1982 bis 1984
In den Jahren 1982 bis 1984 wurden je zwölf Lieder von unterschiedlichen Künstlern bei der Vorentscheidung vorgestellt. Der Sieger wurde durch eine Publikumsbefragung ermittelt.

### 1990 und 1991
1990 und 1991 wurden je zehn Lieder vorgestellt, abgestimmt wurde mittels Jury und Telefonvoting. 1990 gewann ursprünglich die Gruppe Duett mit der Sängerin Monika Sutter den Vorentscheid mit dem Lied Das Beste. Kurz nach der Sendung stellte sich jedoch heraus, dass der Titel bereits 1988 in Deutschland am Radio-Halbfinale der dortigen Vorentscheidung teilgenommen hatte und wurde deshalb disqualifiziert. Somit durfte Simone, die Zweitplatzierte, nach Zagreb fahren.

### 1993
1993 stellte Tony Wegas alle sieben Lieder der Vorentscheidung vor, bevor die Zuschauer erneut per Postkarte abstimmen durften.

### 1994
Im Jahr darauf nahmen acht Künstler mit je einem Titel teil, eine Jury kürte alleine die Siegerin.

### 2002 bis 2005
In den Jahren 2002 bis 2004 fand die Österreichische Vorausscheidung unter dem Titel song.null.… (ergänzt durch die jeweilige Jahreszahl) statt. In allen Jahren standen zehn Lieder zur Auswahl, wobei 2002 bis 2004 jeder Künstler ein Lied hatte, 2005 jedoch fünf Sänger und Gruppen je zwei Titel vorstellten. Der Abstimmungsmechanismus wechselte: 2002 wurde das Televoting durch eine Internetjury ersetzt, die aus den Siegern eines Gewinnspieles zusammengesetzt wurde. 2003 wurde die Telefonabstimmung in weibliche und männliche Anrufer unterteilt. 2005 wurden die Anrufer nach den neun Bundesländern sowie in ein fiktives zehntes Bundesland aufgeteilt, das alle Anrufe per Handy zählte. Das Abstimmungsverfahren wurde heftig kritisiert, da jedes Bundesland unabhängig von seiner Einwohnerzahl sowie die Handyanrufer die gleiche Stimmberechtigung hatten, womit die Abstimmung zugunsten ländlicher Regionen und älterer Menschen verschoben wurde. Tatsächlich stellte sich im Nachhinein heraus, dass der zweitplatzierte Alf Poier 106.100 Anrufe erhalten hatte, 45.000 Stimmen mehr als die Sieger Global Kryner.

### 2011
Zwischen Ende 2010 und Anfang 2011 veranstalteten das ORF-Fernsehen und Ö3 das erste Mal seit 2005 einen Vorentscheid zum Eurovision Song Contest. In drei Phasen wurde der österreichische Beitrag für den Song Contest in Düsseldorf ermittelt. Von Herbst bis Silvester 2010 konnte sich jeder Sänger mit seinem Song auf der ORF-Internetseite nominieren.
Eine Jury kürzte die Teilnehmer auf 30. Vom 3. bis 31. Jänner konnte man per SMS für seinen Favoriten abstimmen. Die Top 10 wurde aus einer Kombination zwischen SMS-Voting und Jury entschieden. Am 25. Februar wurde per Televoting erst die Top 3 und dann der Sieger gekürt.

### 2012
Der Österreichische Rundfunk veranstaltete den Vorentscheid Österreich rockt den Song Contest 2012. Der Sieger wurde durch Televoting ermittelt, Trackshittaz setzten sich gegen Conchita Wurst durch.

### 2013
Bei Österreich rockt den Song Contest 2013 beurteilte zusätzlich zum Televoting der Zuseher eine internationale Fachjury aus anderen Teilnehmerländern die Titel der Vorausscheidung. Natália Kelly gewann vor Yela.

### 2015
Der ORF kehrte 2015 zu einer nationalen Vorausscheidung zurück. In vier Shows wurde der österreichische Beitrag gesucht.
Die ersten drei Sendungen wurden bereits vorher aufgezeichnet, ehe am 13. März 2015 die letzte Sendung live ausgestrahlt wurde. In dieser wurde der Sieger (und dessen Lied) zu 50 % durch Jury-Wertung und zu 50 % durch Tele-Voting ermittelt. The Makemakes gingen als Sieger hervor.

### 2016
Der österreichische Vorentscheid für Stockholm fand am 12. Februar 2016 statt. Neun der zehn Interpreten wurden vom ORF gewählt, ein weiterer konnte sich über eine Online-Abstimmung bewerben, die via Facebook durchgeführt wurde. Zur österreichischen Teilnehmerin am Song Contest in Schweden wurde Zoë gewählt.

### 2017 bis 2025
Seit 2017 werden Österreichs Teilnehmer intern vom Österreichischen Rundfunk (ORF) ausgewählt. Die Kandidaten werden dabei von Eberhard Forcher gescoutet.

### 2026
Am 2. August 2025 wurde bekannt das der ORF nach 10 Jahren erneut eine nationale Vorentscheidung veranstalten wird.

## Sprachen
In den Jahren, als das Singen des Beitrags in Landessprache Vorschrift war (1956–1972 und 1977–1999), wurden die österreichischen Beiträge fast alle in österreichischem Hochdeutsch gesungen. Abweichungen davon war die französische Titelzeile des Siegerlieds Merci, Cherie 1966 und der englische Titel sowie einige englische Sätze in Boom Boom Boomerang 1977. In Dialekt gesungene Beiträge waren jene in Wienerisch 1971 und sowie Vorarlbergerisch 1996.
In der ersten Phase mit freier Sprachwahl (1973–1976) nahm Österreich nur in letzterem Jahr teil, mit einem englischsprachigen Lied. Seit der dauerhaften Einführung der freien Sprachwahl werden fast alle österreichischen Beiträge rein auf Englisch gesungen. Ausnahmen waren der Beitrag 1997 (Deutsch mit englischem Titel und Sätzen in Englisch, Französisch und Kroatisch), 2004 (Deutsch), 2005 (Englisch und Spanisch) und 2016 (Französisch); zwei weitere gesungene österreichische Dialekte waren Steirisch (2003) und Oberösterreichisch (2012).

## Kommerzielle Erfolge
International gesehen ist Udo Jürgens mit seinen Wettbewerbsbeiträgen kommerziell betrachtet sicherlich der erfolgreichste österreichische Teilnehmer: Alle drei Beiträge konnten sich unter anderem in Deutschland in den Charts platzieren. Sein Siegerlied Merci, Chérie war in vielen Ländern – teils in anderen Sprachen gesungen – sehr erfolgreich. Die englische Fassung seines Beitrags von 1964, Walk Away, wurde vom britischen Vertreter dieses Jahres, Matt Monro, gecovert und erreichte den vierten Platz in den britischen Singlecharts. Sein eigener Beitrag, I Love the Little Things, der im Wettbewerb sogar besser abgeschnitten hatte, wurde nur als B-Seite veröffentlicht, und zwar auf ebendieser Single.
National waren einige Beiträge Hits, besonders in den 1980er- und 2010er-Jahren. Sowohl das Duo Mess 1982 und die Sängerin Anita 1984 konnten mit ihren Beiträgen die Spitze der österreichischen Charts erklimmen. Der Siegerbeitrag von Conchita Wurst 2014 und JJ 2025 sowie der drittplatzierte Beitrag von Cesár Sampson 2018 erreichten je ebenfalls Platz 1 der österreichischen Charts. Einige weitere Lieder erreichten die Top 10, unter anderem 1983, 1989, 1991, 2011, 2012, 2015, 2022 und 2023.
Bei den Amadeus Austrian Music Award wurden Rise Like A Phoenix (2014) und Halo (2022) mit dem Titel "Song des Jahres" ausgezeichnet.

## Ausgerichtete Wettbewerbe
| Jahr | Stadt | Austragungsort              | Moderation                                                                |
| ---- | ----- | --------------------------- | ------------------------------------------------------------------------- |
| 1967 | Wien  | Großer Festsaal der Hofburg | Erica Vaal                                                                |
| 2015 | Wien  | Wiener Stadthalle           | Arabella Kiesbauer, Mirjam Weichselbraun, Alice Tumler und Conchita Wurst |

## Liste der Fernsehkommentatoren
| Jahr(e)   | Kommentatoren                                                                   |
| --------- | ------------------------------------------------------------------------------- |
| 1957–1963 | Kommentar über die ARD Deutschland zwischen 1957 und 1963                       |
| 1964–1966 | Willy Kralik                                                                    |
| 1967      | Emil Kollpacher                                                                 |
| 1968–1969 | Willy Kralik                                                                    |
| 1970–1978 | Ernst Grissemann                                                                |
| 1979      | Max Schautzer                                                                   |
| 1980      | Günther Ziesel                                                                  |
| 1981–1989 | Ernst Grissemann                                                                |
| 1990      | Barbara Stöckl                                                                  |
| 1991      | Herbert Dobrovolny                                                              |
| 1992–1998 | Ernst Grissemann                                                                |
| 1999–2008 | Andi Knoll                                                                      |
| 2009      | Benny Hörtnagl                                                                  |
| 2010      | keine Ausstrahlung im ORF                                                       |
| 2011      | Andi Knoll                                                                      |
| 2012      | Andi Knoll & Lukas Plöchl (als Co-Kommentator an der Seite von Andi Knoll)      |
| 2012      | Stermann & Grissemann (im Zweikanalton alternativ zum Kommentar von Andi Knoll) |
| 2013–2018 | Andi Knoll                                                                      |
| 2019      | Andi Knoll & Pænda (als Co-Kommentatorin an der Seite von Andi Knoll)           |
| 2020      | Wettbewerb abgesagt                                                             |
| seit 2021 | Andi Knoll                                                                      |

## Liste der Radiokommentatoren
| Jahr(e)   | Kommentatoren                                      | Radiostation |
| --------- | -------------------------------------------------- | ------------ |
| 1957–1970 | Keine Radioübertragung                             |              |
| 1971–1972 | Hubert Gaisbauer                                   | Ö3           |
| 1976      | Keine Angaben                                      |              |
| 1977      | Hubert Gaisbauer                                   | Ö3           |
| 1978–1982 | Walter Richard Langer                              | Ö3           |
| 1983      | Rudolf Klausnitzer                                 | Ö3           |
| 1984      | Keine Radioübertragung                             |              |
| 1985      | Walter Richard Langer                              | Ö3           |
| 1986–1989 | Hans Leitinger                                     | Ö3           |
| 1990–1991 | Walter Richard Langer                              | Ö3           |
| 1992–1994 | Martin Blumenau                                    | Ö3           |
| 1995–2002 | Stermann & Grissemann                              | FM4          |
| 2003–2005 | Martin Blumenau                                    | FM4          |
| 2006–2010 | Keine Radioübertragung                             |              |
| 2011      | Martin Blumenau & Benny Hörtnagl                   | FM4          |
| 2012      | Stermann & Grissemann                              | FM4          |
| 2013–2021 | Keine Radioübertragung                             |              |
| 2022      | Kurdwin Ayub, Florian Alexander, Duscher & Gratzer | FM4          |
| seit 2023 | Jan Böhmermann & Olli Schulz                       | FM4          |

## Liste der Punktesprecher
| Jahr(e)   | Punktesprecher        |
| --------- | --------------------- |
| 1957-1959 | Karl Bruck            |
| 1960-1963 | Emil Kollpacher       |
| 1964-1968 | Walter Richard Langer |
| 1976-1981 | Jenny Pippal          |
| 1982-1984 | Tilia Herold          |
| 1985      | Chris Lohner          |
| 1986-1990 | Tilia Herold          |
| 1991      | Gabriele Haring       |
| 1992-1993 | Andy Lee Lang         |
| 1994-1995 | Tilia Herold          |
| 1996      | Martina Rupp          |
| 1997      | Adriana Zartl         |
| 1999-2000 | Dodo Roščić           |
| 2002-2005 | Dodo Roščić           |
| 2007      | Eva Pölzl             |
| 2011-2016 | Katharina Bellowitsch |
| 2017      | Kristina Inhof        |
| 2018      | Katharina Bellowitsch |
| 2019      | Philipp Hansa         |
| seit 2021 | Philipp Hansa         |

## Punktevergabe
Folgende Länder erhielten die meisten Punkte von oder vergaben die meisten Punkte an Österreich (Stand: 2025):
| Die meisten im Finale vergebenen Punkte | Die meisten im Finale vergebenen Punkte | Die meisten im Finale vergebenen Punkte |
| Platz                                   | Land                                    | Punkte                                  |
| --------------------------------------- | --------------------------------------- | --------------------------------------- |
| 1                                       | Vereinigtes Königreich                  | 216                                     |
| 2                                       | Schweden                                | 213                                     |
| 3                                       | Schweiz                                 | 188                                     |
| 4                                       | Italien                                 | 183                                     |
| 5                                       | Frankreich                              | 179                                     |

| Die meisten im Finale erhaltenen Punkte | Die meisten im Finale erhaltenen Punkte | Die meisten im Finale erhaltenen Punkte |
| Platz                                   | Land                                    | Punkte                                  |
| --------------------------------------- | --------------------------------------- | --------------------------------------- |
| 1                                       | Belgien                                 | 148                                     |
| 2                                       | Vereinigtes Königreich                  | 134                                     |
| 3                                       | Irland                                  | 119                                     |
| 4                                       | Deutschland                             | 117                                     |
| 5                                       | Schweden                                | 113                                     |
| 5                                       | Schweiz                                 | 113                                     |

| Die meisten insgesamt vergebenen Punkte | Die meisten insgesamt vergebenen Punkte | Die meisten insgesamt vergebenen Punkte |
| Platz                                   | Land                                    | Punkte                                  |
| --------------------------------------- | --------------------------------------- | --------------------------------------- |
| 1                                       | Schweiz                                 | 270                                     |
| 2                                       | Schweden                                | 236                                     |
| 3                                       | Niederlande                             | 230                                     |
| 4                                       | Irland                                  | 219                                     |
| 5                                       | Vereinigtes Königreich                  | 216                                     |

| Die meisten insgesamt erhaltenen Punkte | Die meisten insgesamt erhaltenen Punkte | Die meisten insgesamt erhaltenen Punkte |
| Platz                                   | Land                                    | Punkte                                  |
| --------------------------------------- | --------------------------------------- | --------------------------------------- |
| 1                                       | Belgien                                 | 186                                     |
| 2                                       | Schweiz                                 | 175                                     |
| 3                                       | Irland                                  | 168                                     |
| 4                                       | Vereinigtes Königreich                  | 164                                     |
| 5                                       | Dänemark                                | 154                                     |

### Vergaben der Höchstwertung
Seit der Einführung des Zwölf-Punktesystems 1975 vergab Österreich die Höchstpunktzahl an 27 verschiedene Länder, davon achtmal an das Vereinigte Königreich. Im Halbfinale vergab Österreich die Höchstpunktzahl an 19 verschiedene Länder, davon je zweimal an Bosnien & Herzegowina, Schweiz und Serbien.
| Höchstwertung (Finale) | Höchstwertung (Finale)     | Höchstwertung (Finale)   |
| Jahr                   | Land                       | Platz (Finale)           |
| ---------------------- | -------------------------- | ------------------------ |
| 1975                   | Auf Teilnahme verzichtet   | Auf Teilnahme verzichtet |
| 1976                   | Frankreich                 | 2                        |
| 1977                   | Vereinigtes Königreich     | 2                        |
| 1978                   | Frankreich                 | 3                        |
| 1979                   | Schweiz                    | 10                       |
| 1980                   | Niederlande                | 5                        |
| 1981                   | Frankreich                 | 3                        |
| 1982                   | Vereinigtes Königreich     | 7                        |
| 1983                   | Israel                     | 2                        |
| 1984                   | Schweden                   | 1                        |
| 1985                   | Norwegen                   | 1                        |
| 1986                   | Irland                     | 6                        |
| 1987                   | Irland                     | 1                        |
| 1988                   | Dänemark                   | 3                        |
| 1989                   | Schweden                   | 4                        |
| 1990                   | Irland                     | 3                        |
| 1991                   | Frankreich                 | 2                        |
| 1992                   | Vereinigtes Königreich     | 2                        |
| 1993                   | Vereinigtes Königreich     | 2                        |
| 1994                   | Polen                      | 2                        |
| 1995                   | Vereinigtes Königreich     | 10                       |
| 1996                   | Niederlande                | 7                        |
| 1997                   | Vereinigtes Königreich     | 1                        |
| 1998                   | Nicht qualifiziert         | Nicht qualifiziert       |
| 1999                   | Bosnien und Herzegowina    | 7                        |
| 2000                   | Deutschland                | 5                        |
| 2001                   | Nicht qualifiziert         | Nicht qualifiziert       |
| 2002                   | Vereinigtes Königreich     | 3                        |
| 2003                   | Türkei                     | 1                        |
| 2004                   | Serbien und Montenegro     | 2                        |
| 2005                   | Serbien und Montenegro     | 7                        |
| 2006                   | Auf Teilnahme verzichtet   | Auf Teilnahme verzichtet |
| 2007                   | Serbien                    | 1                        |
| 2008 bis 2010          | Auf Teilnahme verzichtet   | Auf Teilnahme verzichtet |
| 2011                   | Bosnien und Herzegowina    | 6                        |
| 2012                   | Schweden                   | 1                        |
| 2013                   | Aserbaidschan              | 2                        |
| 2014                   | Armenien                   | 4                        |
| 2015                   | Australien                 | 5                        |
| 2016                   | Australien (J)             | 2                        |
| 2016                   | Polen (T)                  | 8                        |
| 2017                   | Niederlande (J)            | 11                       |
| 2017                   | Portugal (T)               | 1                        |
| 2018                   | Israel (J)                 | 1                        |
| 2018                   | Tschechien (T)             | 6                        |
| 2019                   | Nordmazedonien (J)         | 7                        |
| 2019                   | Schweiz (T)                | 4                        |
| 2020                   | Wettbewerb abgesagt        | Wettbewerb abgesagt      |
| 2021                   | Island (J)                 | 4                        |
| 2021                   | Serbien (T)                | 15                       |
| 2022                   | Vereinigtes Königreich (J) | 2                        |
| 2022                   | Ukraine (T)                | 1                        |
| 2023                   | Italien (J)                | 4                        |
| 2023                   | Finnland (T)               | 2                        |
| 2024                   | Schweiz (J)                | 1                        |
| 2024                   | Kroatien (T)               | 2                        |
| 2025                   | Finnland (J)               | 11                       |
| 2025                   | Deutschland (T)            | 15                       |

| Höchstwertung (Halbfinale) | Höchstwertung (Halbfinale)  | Höchstwertung (Halbfinale) |
| Jahr                       | Land                        | Platz (Halbfinale)         |
| -------------------------- | --------------------------- | -------------------------- |
| 2004                       | Serbien und Montenegro      | 1                          |
| 2005                       | Kroatien                    | 4                          |
| 2006                       | Auf Teilnahme verzichtet    | Auf Teilnahme verzichtet   |
| 2007                       | Serbien                     | 1                          |
| 2008 bis 2010              | Auf Teilnahme verzichtet    | Auf Teilnahme verzichtet   |
| 2011                       | Bosnien und Herzegowina     | 5                          |
| 2012                       | Albanien                    | 2                          |
| 2013                       | Dänemark                    | 1                          |
| 2014                       | Rumänien                    | 2                          |
| 2015                       | Russland                    | 1                          |
| 2016                       | Malta (J)                   | 3                          |
| 2016                       | Bosnien und Herzegowina (T) | 11                         |
| 2017                       | Bulgarien (J)               | 1                          |
| 2017                       | Ungarn (T)                  | 2                          |
| 2018                       | Israel (J)                  | 1                          |
| 2018                       | Irland (T)                  | 6                          |
| 2019                       | Schweden (J)                | 3                          |
| 2019                       | Schweiz (T)                 | 4                          |
| 2020                       | Wettbewerb abgesagt         | Wettbewerb abgesagt        |
| 2021                       | Schweiz (J)                 | 1                          |
| 2021                       | Serbien (T)                 | 8                          |
| 2022                       | Armenien (J)                | 5                          |
| 2022                       | Ukraine (T)                 | 1                          |
| 2023                       | Belgien                     | 8                          |
| 2024                       | Niederlande                 | 2                          |
| 2025                       | Israel                      | 1                          |

## Verschiedenes
- Österreich hält den Rekord für die längste Zeitspanne zwischen zwei aufeinanderfolgenden Siegen eines Landes (48 Jahre von 1966 bis 2014). Spanien gewann zuletzt 1969, Frankreich 1977; beide würden diesen Rekord daher bei einem erneuten Sieg brechen.
- Österreich ist das erste Land, das als Gastgeber und Vorjahressieger den Wettbewerb mit null Punkten beendet hat (2015). Die Niederlande hatten 1958 mit einem Punkt den – wenn auch geteilten – letzten Platz belegt. Die schlechtesten Ergebnisse eines Gastgebers unter dem Zwölf-Punkte-Wertungssystem hatten bis dahin Schweden (1992, vorletzter Platz mit neun Punkten) und Lettland (2003, drittletzter Platz mit fünf Punkten) erreicht.
- Dem österreichischen Beitrag von 1992, Zusammen geh’n, verhalf sein Komponist Dieter Bohlen rund zehn Jahre später zu neuen Erfolgen: Mit neuem Text und unter dem Titel We Have a Dream nahm er das Lied mit den Finalisten der ersten Staffel von Deutschland sucht den Superstar auf. Die Single erreichte Platz 1 der deutschen und schweizerischen sowie Platz 2 der österreichischen Verkaufscharts. In Deutschland war sie die erfolgreichste Single des Jahres 2003.
- Trotz der gemeinsamen Sprache waren Österreich und Deutschland füreinander nur selten Punktelieferanten. Die einzigen deutsche Interpreten, die jemals zwölf Punkte aus Österreich erhielten, waren Stefan Raab mit Wadde hadde dudde da? im Jahr 2000 und die aus Österreich stammenden Geschwister Abor & Tynna, die Deutschland im Jahr 2025 mit Baller vertrauten, erhielten aus dem österreichischen Televoting 12 Punkte. Umgekehrt erhielt Österreich nur zwei Mal zwölf Punkte aus dem größeren Nachbarland: 2011 vergab Deutschland als Gastgeber die Höchstpunktzahl an Nadine Beiler. 2025 vergab die deutsche Jury ebenfalls 12 Punkte an JJ. An Nicole vergab Österreich bei ihrem Sieg 1982 nur einen Punkt; der erste österreichische Sieger Udo Jürgens erhielt (damals noch mit anderem Wertungssystem) bei keiner seiner drei Teilnahmen Punkte aus Deutschland. 2014 war Conchita Wurst der Favorit im deutschen Televoting, erhielt aber keinerlei Punkte von der deutschen Jury, so dass in der kombinierten Publikums- und Jurywertung letztlich sieben Punkte aus Deutschland zu Buche standen.
- Drei der fünf von Österreich entsandten Song-Contest-Teilnehmer zwischen 2007 und 2014 nahmen an der dritten Staffel der Castingshow Starmania teil: Eric Papilaya (2007), Nadine Beiler (2011) und Tom Neuwirth (2014; bekannt als Conchita Wurst).
  - Dies wiederholte sich später mit Teya & Salena (2023) sowie mit JJ (2025), welche alle drei bei Starmania 21 beteiligt waren.
- Österreich kehrte mit der Wiedereinführung der flächendeckenden Jurys zum ESC zurück und konnte davon bisher in mehreren Fällen profitieren: Innerhalb von elf Jahren war Österreich drei Mal Sieger in der Jurywertung (2014, 2018 und 2025). In Kombination mit dem Televoting gewann Österreich 2014 und 2025 den Wettbewerb, während der Beitrag von 2018 den dritten Platz belegte. 2017 erhielt Nathan Trent seine Punkte ausschließlich von der Jury, beim Publikum dagegen gab es für ihn keinen einzigen Punkt. Auch 2023 erhielten Teya & Salena von der Jury deutlich mehr Punkte als vom Publikum. Nadine Beiler wurde 2011 von den Jurys mit einem 5. Platz ebenfalls nach oben gepunktet – aufgrund des damaligen Punktesystems allerdings ohne größere Auswirkungen auf das Endergebnis.

## Impressionen

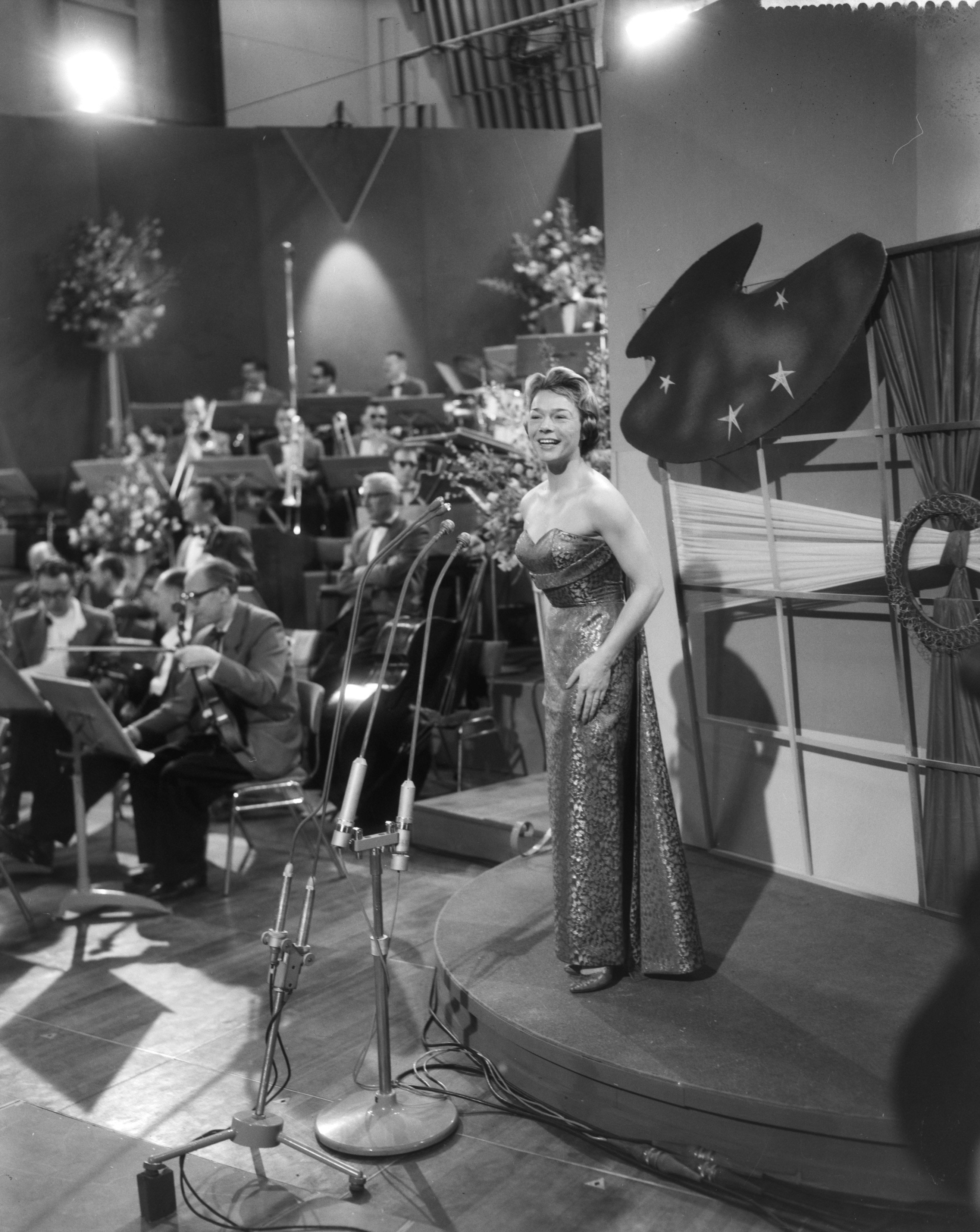
Liane Augustin 1958
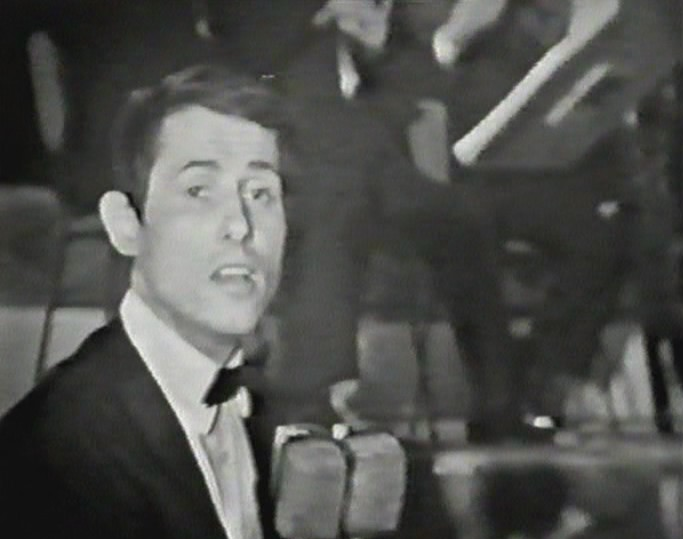
Udo Jürgens 1965
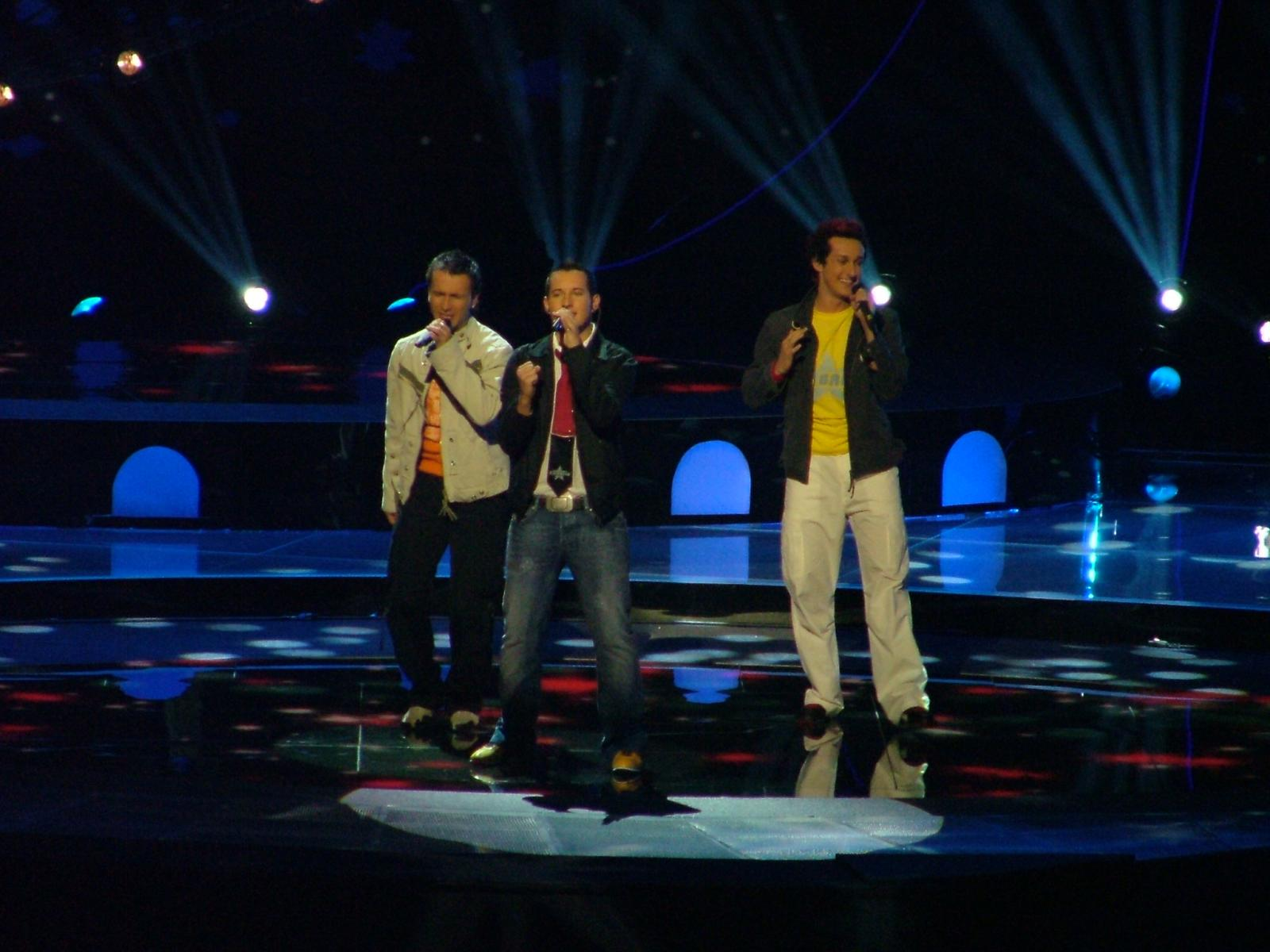
Tie Break 2004
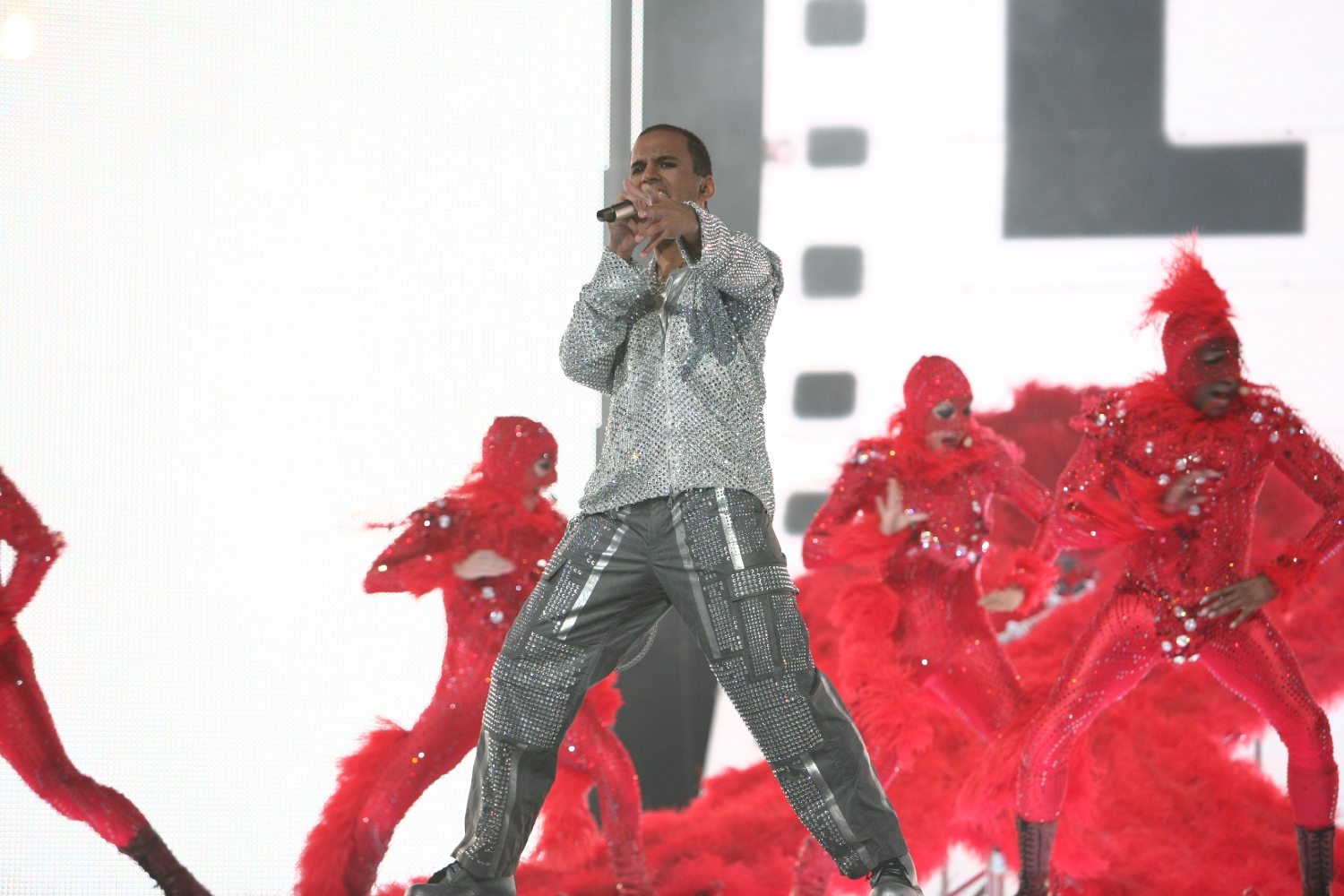
Eric Papilaya 2007
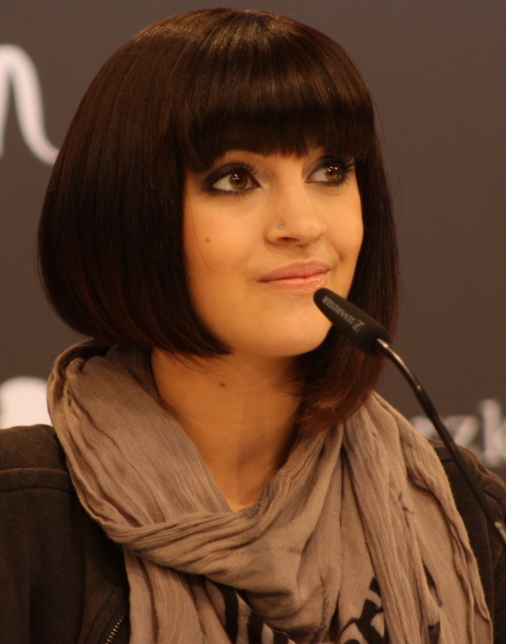
Nadine Beiler 2011
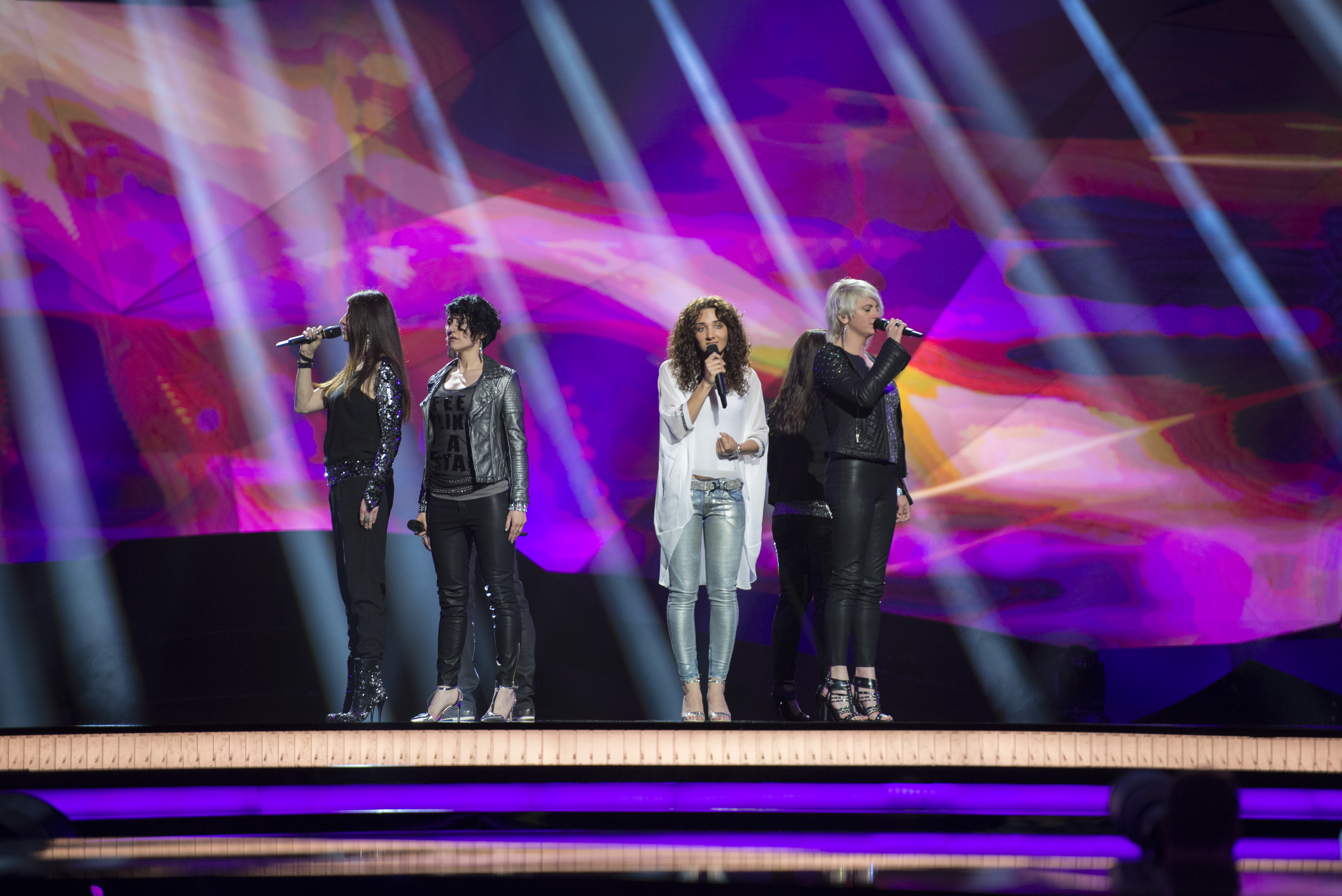
Natália Kelly 2013
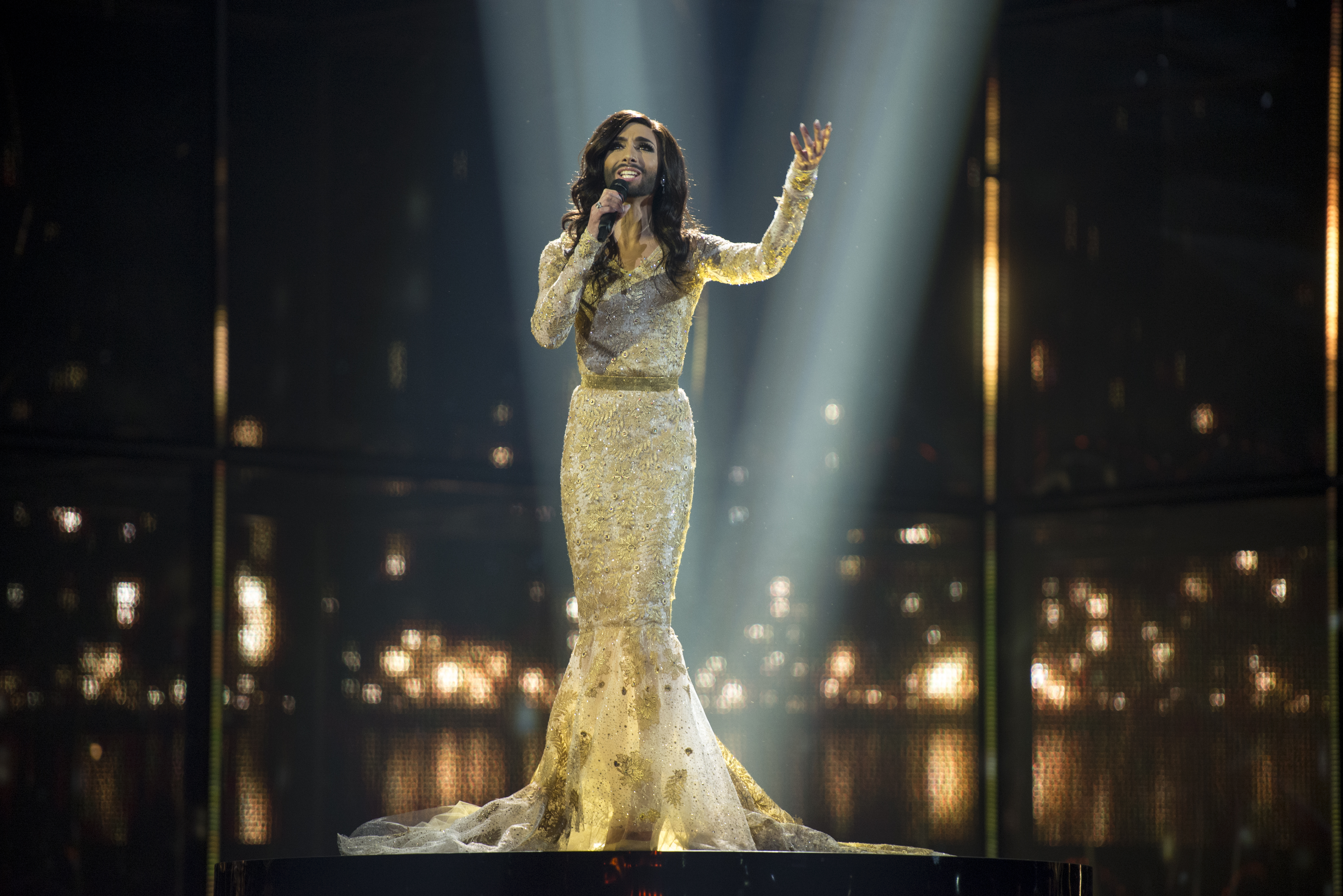
Conchita Wurst 2014
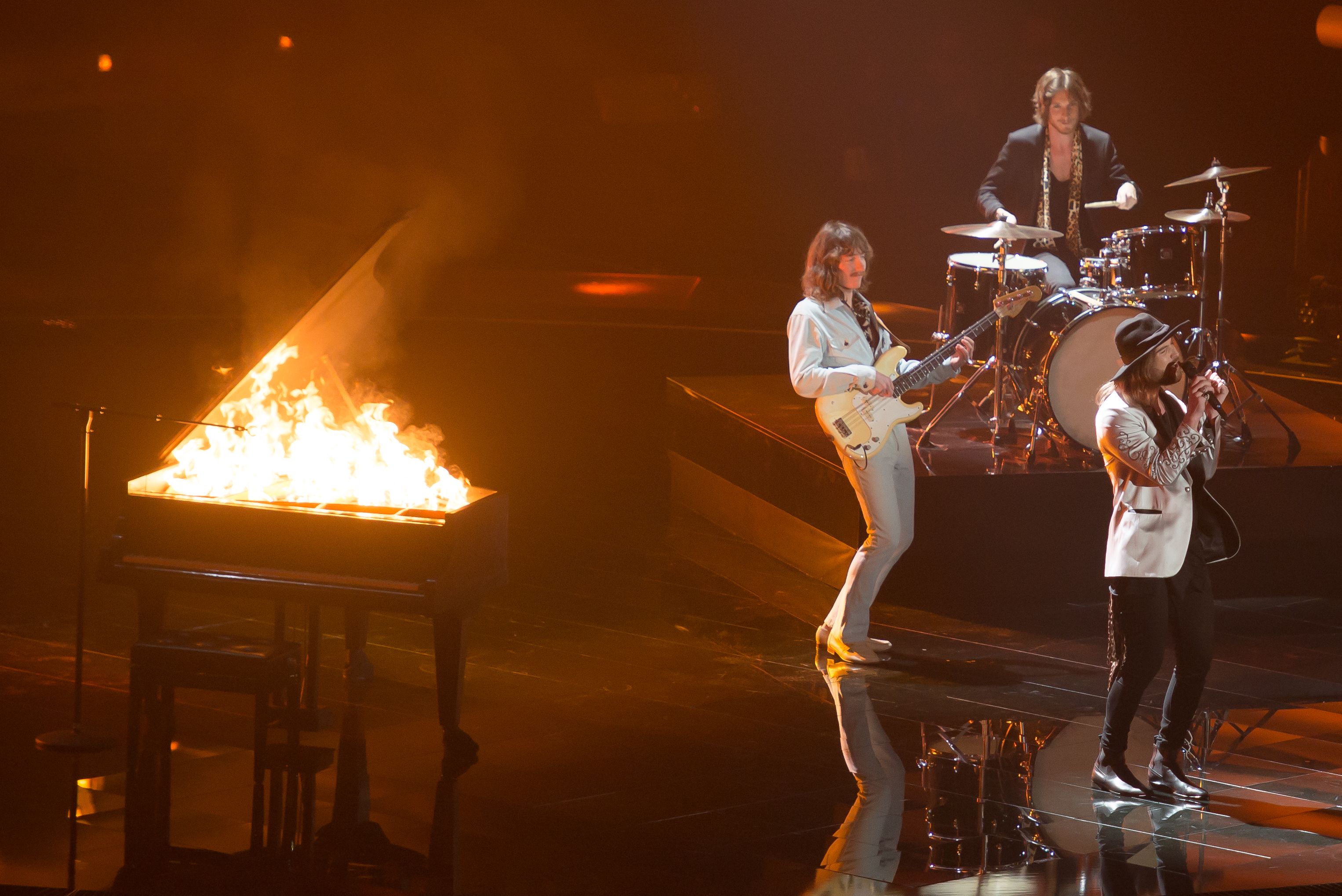
The Makemakes 2015
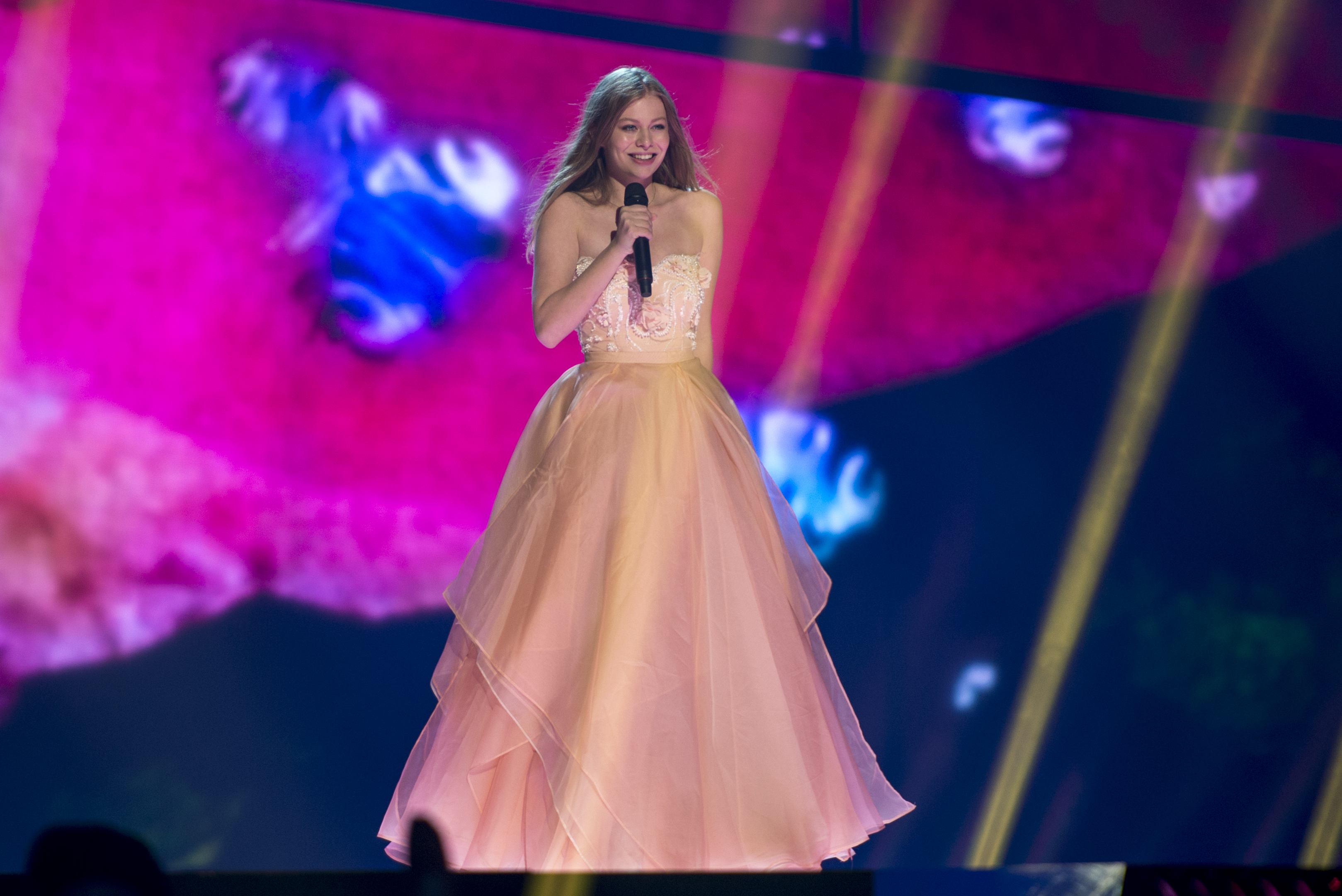
Zoë 2016
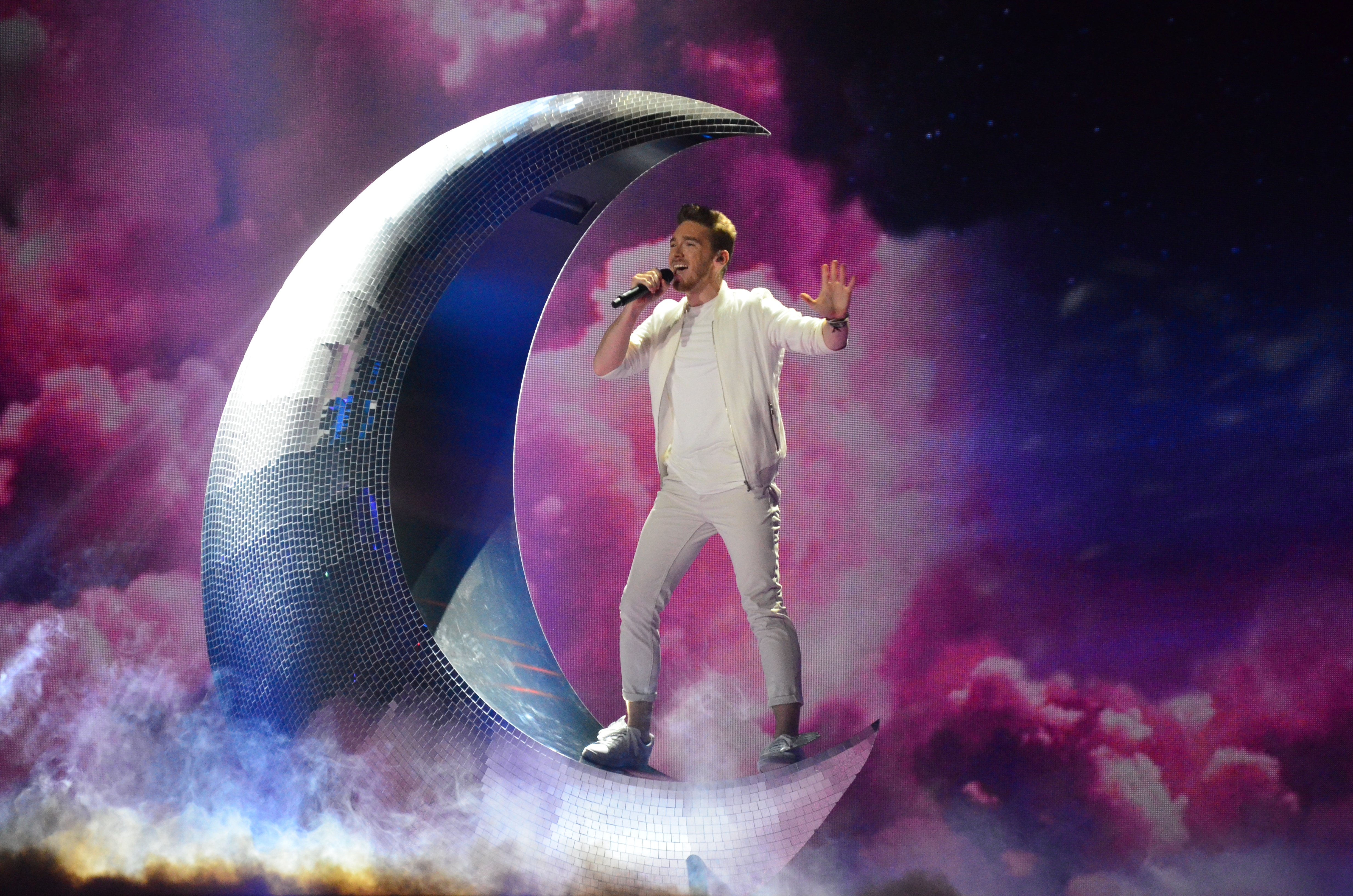
Nathan Trent 2017
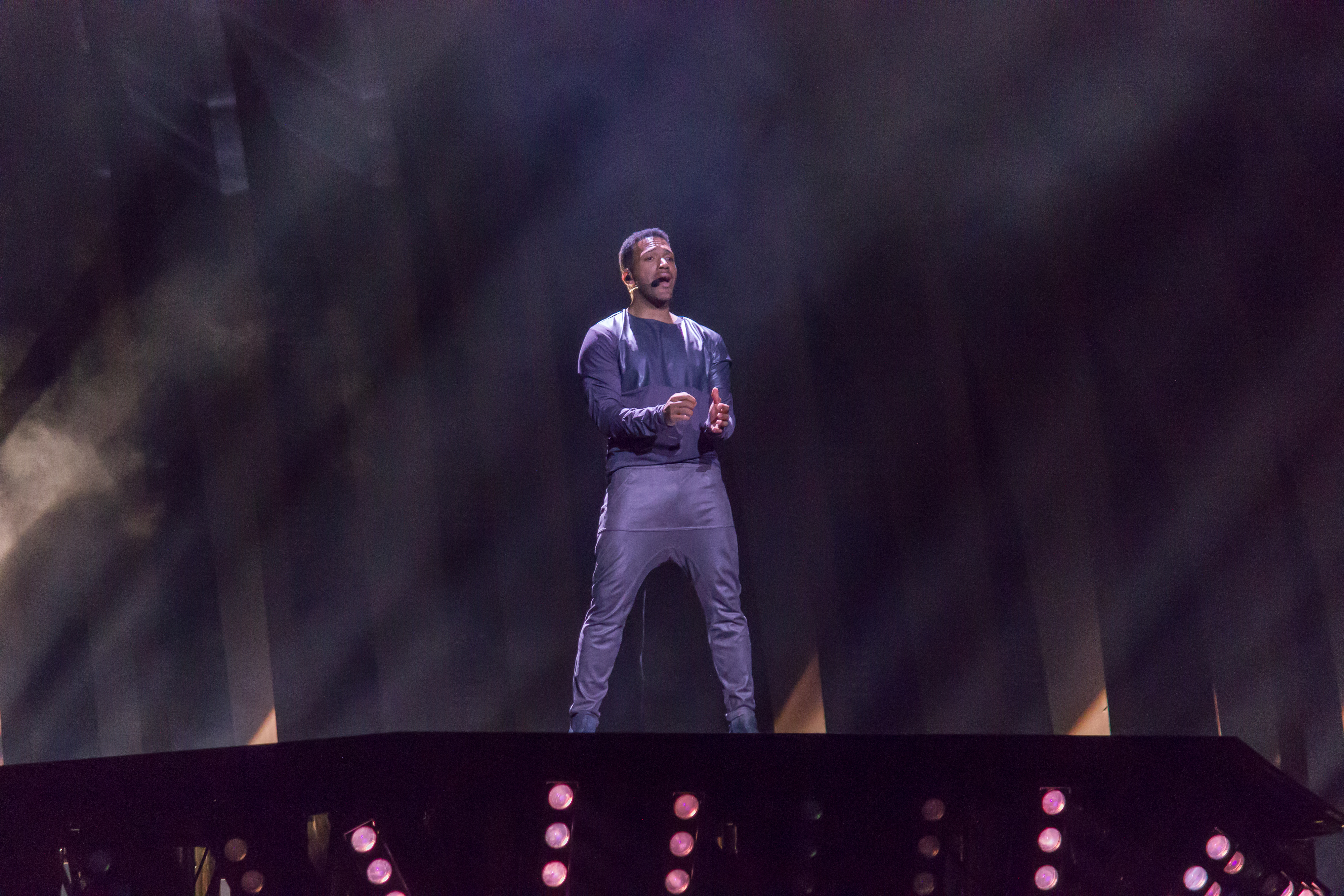
Cesár Sampson 2018
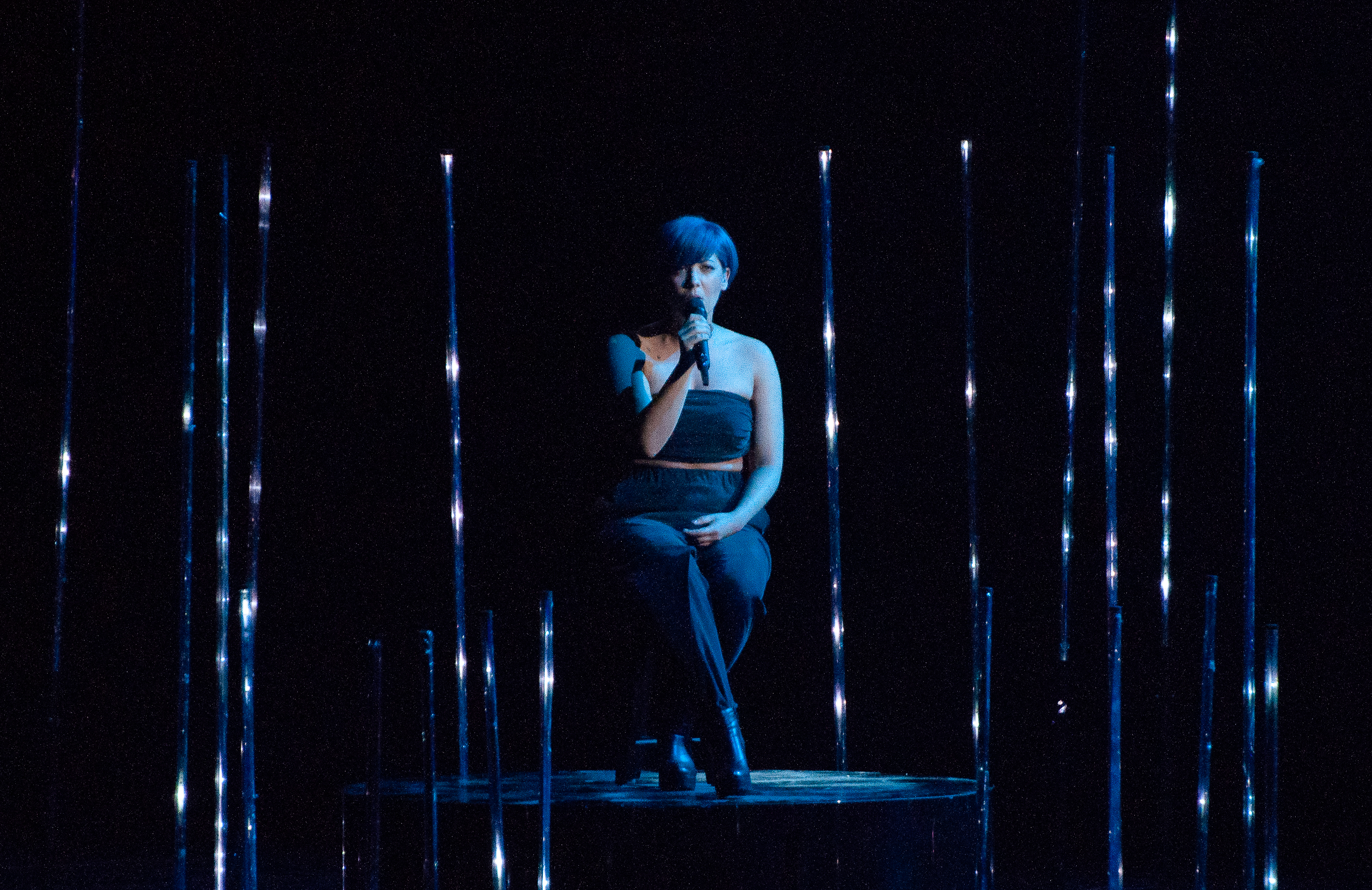
Pænda 2019
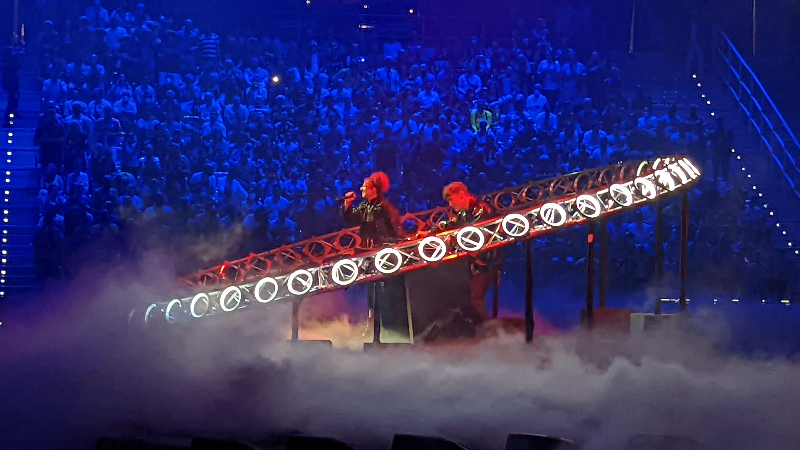
Lumix & Pia Maria 2022
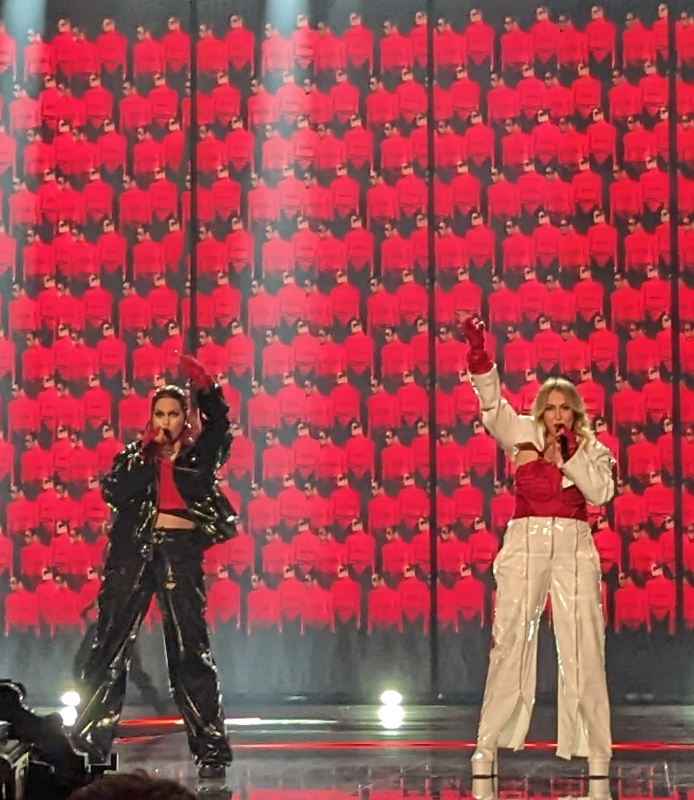
Teya & Salena 2023
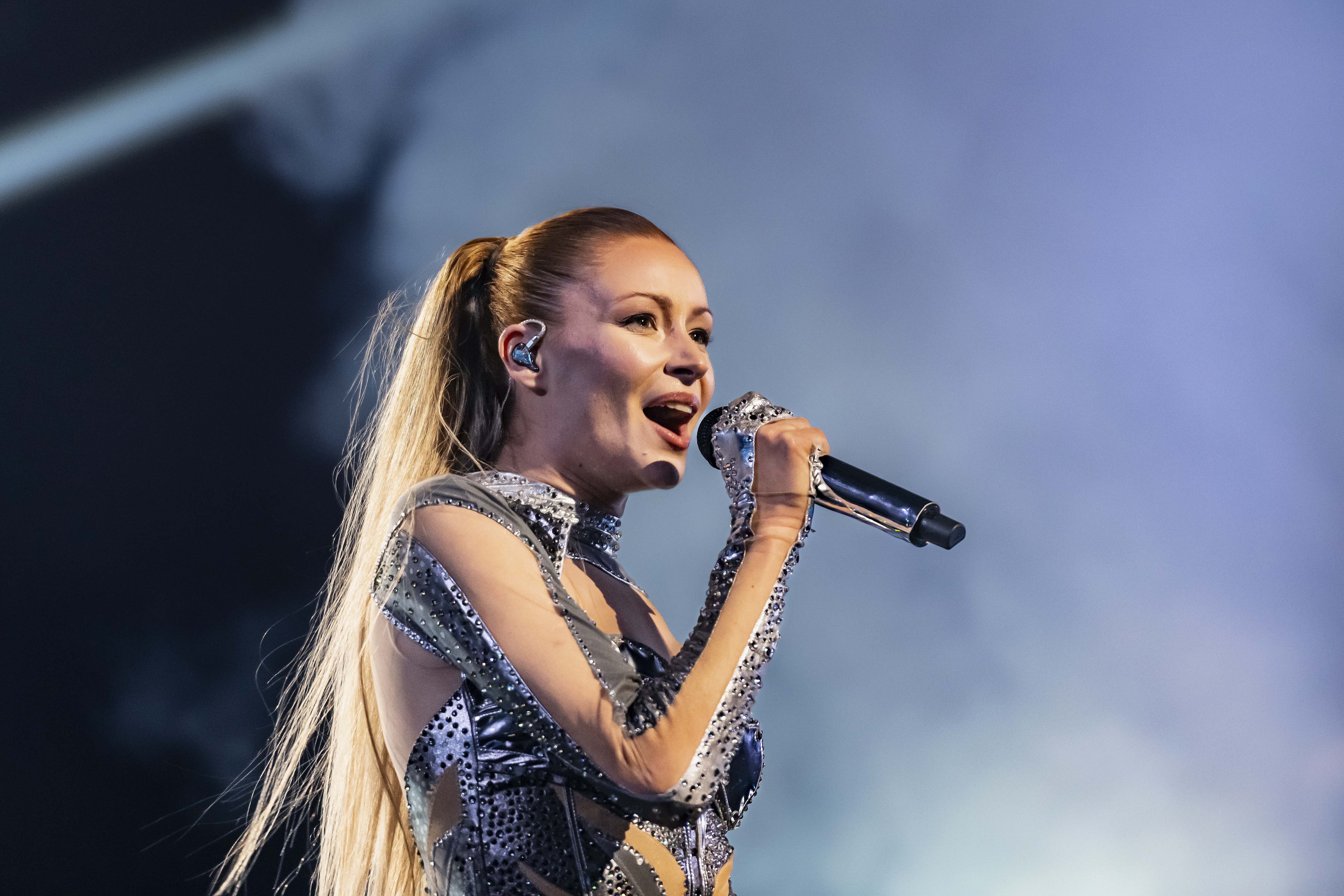
Kaleen 2024
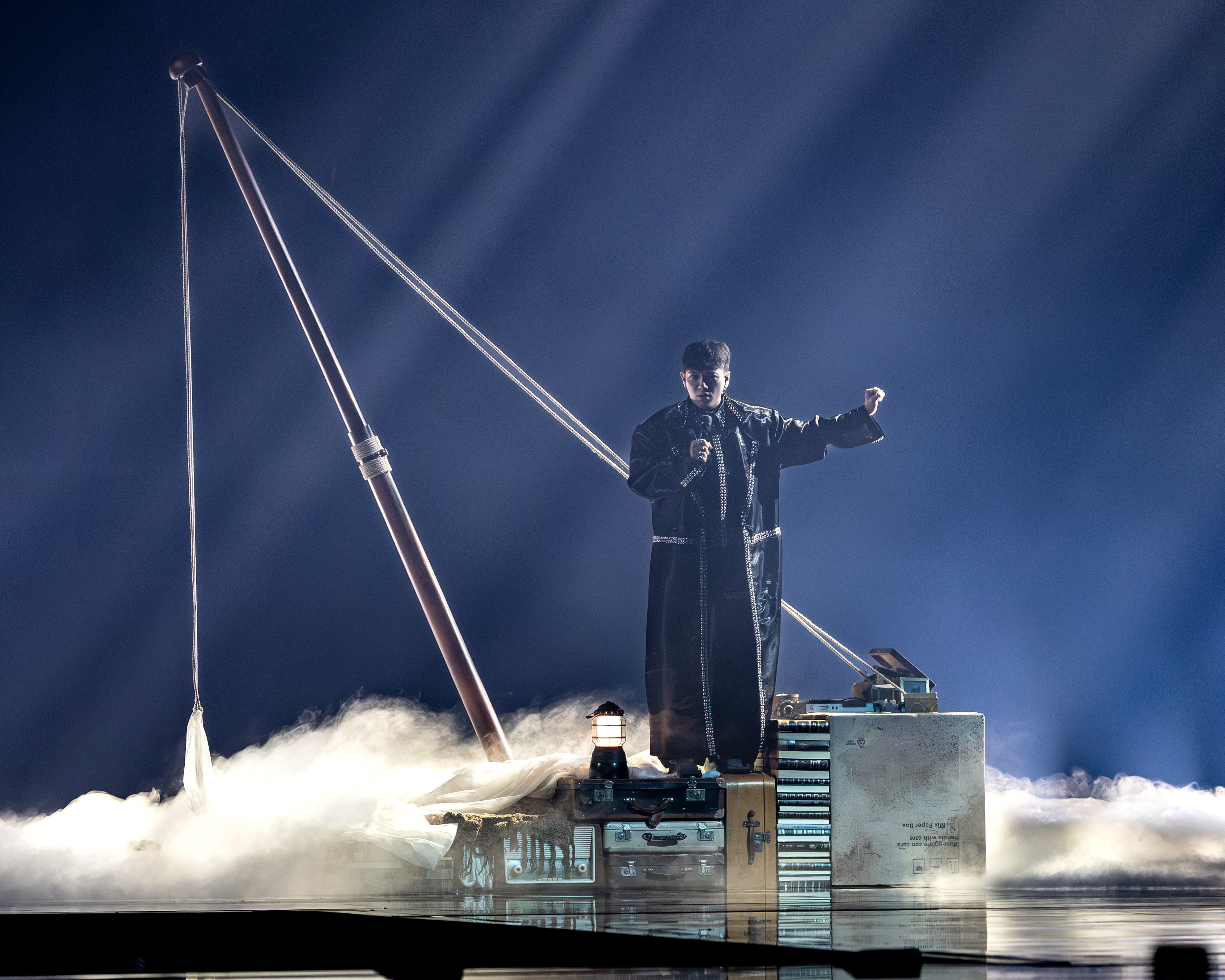
JJ 2025